# Lijst van landen in 1801
Hieronder volgt een lijst van landen van de wereld in 1801.

## Uitleg
- Onder het kopje Onafhankelijke landen zijn de landen in de wereld opgelijst die in 1801 onafhankelijk waren.
- Alle de facto onafhankelijke staten die niet, of slechts in zeer beperkte mate, door andere landen werden erkend, zijn weergegeven onder het kopje Niet algemeen erkende landen.
- De afhankelijke gebieden, dat wil zeggen gebieden die niet worden gezien als een integraal onderdeel van de staat waar ze afhankelijk van zijn, zoals vazalstaten, protectoraten en kolonies, zijn weergegeven onder het kopje Niet-onafhankelijke gebieden.
- De in grote mate onafhankelijke rijksvrije gebieden (hertogdommen, graafschappen, heerlijkheden, rijkssteden, prinsbisdommen, etc.) die lagen binnen de grenzen van het Heilige Roomse Rijk zijn apart opgelijst onder het kopje Staten binnen het Heilige Roomse Rijk.
- De belangrijkste dynastieën binnen de Marathaconfederatie staan vermeld onder het kopje Dynastieën binnen de Marathaconfederatie en de in grote mate onafhankelijke onderdelen van het Mogolrijk zijn weergegeven onder het kopje Staten binnen het Mogolrijk.
- De zelfstandige koninkrijken van het Koninkrijk Bali zijn weergegeven onder het kopje Balinese koninkrijken.

## Staatkundige veranderingen in 1801
- 1 januari: het Verenigd Koninkrijk van Groot-Brittannië en het Koninkrijk Ierland vormen het Verenigd Koninkrijk van Groot-Brittannië en Ierland.
- 1 januari: vanwege de opheffing van de Vereenigde Oost-Indische Compagnie in 1798 wordt de Bataafse kolonie Nederlands-Indië gevormd uit de voormalige gebieden van de VOC.
- 28 februari: Kartli-Kachetië wordt door Rusland geannexeerd.
- 9 maart: het Graafschap Winneburg en Beilstein en het Hertogdom Arenberg worden door Frankrijk geannexeerd.
- 9 maart: Vorarlberg wordt afgesplitst van Voor-Oostenrijk.
- 28 maart: het Vorstendom Piombino wordt door Toscane geannexeerd.
- 21 maart: Nieuw-Frankrijk komt weer onder Frans bestuur.
- 31 maart: Britse bezetting van Deens-West-Indië.
- 19 april: de Subalpijnse Republiek wordt door Frankrijk geannexeerd.
- 19 april: het Franse overzeese departement Guadeloupe wordt weer een kolonie.
- 12 mei: Britse bezetting van Deens-Oost-Indië.
- 21 juni: het Graafschap Sayn-Wittgenstein-Hohenstein wordt een vorstendom.
- 3 augustus: het Groothertogdom Toscane wordt het Koninkrijk Etrurië.
- 17 oktober: de Bataafse Republiek wordt het Bataafs Gemenebest.
- Oprichting van de Bukej-Horde.
- Bahrein wordt een vazal van Diriyah.
- Het overzeese departement Frans-Guyana wordt een kolonie.
- De Staat Arcot komt in Britse handen.
- Het Kanaat Derbent komt onder Russische suzereiniteit.

## Onafhankelijke landen

### A
| Korte landsnaam (Nederlands) | Lange landsnaam (Nederlands)                                    | Korte landsnaam (oorspronkelijke taal/talen) |
| ---------------------------- | --------------------------------------------------------------- | -------------------------------------------- |
| Abemama                      | Koninkrijk Abemama                                              | Kiribatisch: Abemama                         |
| Aboh                         | Koninkrijk Aboh                                                 | Yoruba: Obodo Eze                            |
| Abu Dhabi                    | Emiraat Abu Dhabi                                               | Arabisch: Abū Ẓabī / أبوظبي                  |
| Adrar                        | Emiraat Adrar                                                   | Arabisch: Adrar / ولاية آدرار                |
| Afghanistan                  | Emiraat Afghanistan (ook wel: Kabulistan / Rijk der Durraniden) | Dari en Pasjtoe: Afġānistān / افغانستان      |
| Agadez                       | Sultanaat Agadez (ook wel: Sultanaat Aïr)                       | Arabisch: Toeareg:                           |
| Ahom                         | Koninkrijk Ahom (ook wel: Koninkrijk Assam)                     | Assamees: আহোম ৰাজ্য                            |
| Ajman                        | Emiraat Ajman                                                   | Arabisch: ʿAǧmān / عجمان                     |
| Akwa Akpa                    | Akwa Akpa                                                       | Ibibio: Akwa Akpa                            |
| Akyem                        | Confederatie van Akyem-staten                                   | Twi: Akyem                                   |
| Alo                          | Alo (ook wel: Koninkrijk Tu'a of Koninkrijk Futuna)             | Futunisch: Tu'a                              |
| Amarro                       | Koninkrijk Amarro (ook wel: Amaro)                              | Sidamo: Amarro                               |
| Andorra                      | Vorstendom Andorra                                              | Catalaans, Frans en Spaans: Andorra          |
| Angoche                      | Sultanaat Angoche                                               | Ekoti: Angoche                               |
| Ankole                       | Koninkrijk Ankole (ook wel: Nkore)                              | Nkore: Nkore                                 |
| Anziku                       | Koninkrijk Anziku (ook wel: Teke / Tio / Tyo)                   |                                              |
| Arcot (tot 26 juli)          | Arcot (ook wel: Sultanaat Carnatic)                             | Tamil: Āṟkāṭu /ஆற்காடு                          |
| Aro                          | Confederatie van de Aro                                         | Igbo: Omu Aro                                |
| Ashanti                      | Koninkrijk Ashanti                                              | Akan: Asanteman                              |
| Assinie                      | Koninkrijk Assinie                                              |                                              |
| Atjeh                        | Sultanaat Atjeh                                                 | Atjehs: Acèh                                 |
| Avar                         | Kanaat Avar                                                     |                                              |
| Awsa                         | Afar Sultanaat Awsa                                             | Afar: Awsa                                   |

### B
| Korte landsnaam (Nederlands) | Lange landsnaam (Nederlands)                         | Korte landsnaam (oorspronkelijke taal/talen) |
| ---------------------------- | ---------------------------------------------------- | -------------------------------------------- |
| Baguirmi                     | Sultanaat Baguirmi                                   | Baguirmi: Baguirmi                           |
| Bahrein (tot 1801)           | Bahrein en Onderhorigheden                           | Arabisch: al-Bahrayn / البحرين               |
| Bajini                       | Sultanaat Bajini                                     | Comorees: Bajini                             |
| Bali                         | Koninkrijk Bali                                      | Balinees: Bali                               |
| Baltistan                    | Baltistan                                            | Balti: Baltiyul / བལྟིསྟན / بلتیول              |
| Bambao                       | Sultanaat Bambao                                     | Comorees: Bambao                             |
| Bambara                      | Rijk van de Bambara (ook wel: Bamana / Ségou / Segu) | Bambara:                                     |
| Bamum                        | Koninkrijk Bamum (ook wel: Bamoun)                   | Mbum: Bamum                                  |
| Banana Islands               | Banana Islands                                       | Engels: Banana Islands                       |
| Baol                         | Koninkrijk Baol                                      | Serer: Bawol                                 |
| Bara                         | Koninkrijk Bara                                      | Malagassisch: Bara                           |
| Barotseland                  | Koninkrijk Barotseland                               | Lozi: Bulozi                                 |
| Barra                        | Barra                                                | Mandinka: Niumi                              |
| Bawlake                      | Bawlake                                              | Kayah:                                       |
| Benin                        | Koninkrijk Benin                                     | Edo: Edo                                     |
| Bhutan                       | Bhutan                                               | Dzongkha: Druk Yul / འབྲུག་ཡུལ་                 |
| Biram                        | Biram                                                | Biram                                        |
| Birma                        | Koninkrijk Birma (Konbaung-dynastie)                 | Birmaans:                                    |
| Biu                          | Koninkrijk Biu                                       | Bura-Pabir: Biu                              |
| Boechara                     | Emiraat Boechara (ook wel: Bukhara / Buchara)        | Oezbeeks: Buxoro / Бухоро Tadzjieks: Бухоро  |
| Boeganda                     | Koninkrijk Boeganda                                  | Luganda: Buganda                             |
| Boina                        | Koninkrijk Boina                                     | Malagassisch: Boina                          |
| Bonabele                     | Bonabele                                             | Duala: Bonabele                              |
| Bondu                        | Bondu                                                | Fula: Bundu Mandinka:                        |
| Bone                         | Bone (ook wel: Boni)                                 | Boeginees:                                   |
| Bono                         | Koninkrijk Bono                                      | Abron: Bonoman                               |
| Bora Bora                    | Koninkrijk Bora Bora                                 | Tahitiaans: Porapora                         |
| Bornu                        | Koninkrijk Bornu                                     | Kanuri: Bornu                                |
| Brakna                       | Emiraat Brakna                                       | Arabisch: Brakna / ولاية البراكنة            |
| Brunei                       | Staat Brunei                                         | Maleis: Brunei Darussalam / دارالسلام        |
| Bunyoro-Kitara               | Koninkrijk Bunyoro-Kitara                            | Nyoro: Bunyoro-Kitara                        |
| Burundi                      | Koninkrijk Burundi                                   | Kirundi: Burundi                             |
| Busoga                       | Koninkrijk Busoga                                    | Lusoga: Busoga                               |
| Buton                        | Sultanaat Buton (ook wel: Butung)                    | Cia-Cia: Moronene: Wolio:                    |

### C
| Korte landsnaam (Nederlands) | Lange landsnaam (Nederlands)                               | Korte landsnaam (oorspronkelijke taal/talen)          |
| ---------------------------- | ---------------------------------------------------------- | ----------------------------------------------------- |
| Carpegna                     | Graafschap Carpegna                                        | Italiaans: Carpegna                                   |
| Cayor                        | Koninkrijk Cayor                                           | Wolof: Kayor                                          |
| Chamba                       | Chamba                                                     | Chambeali:                                            |
| Chaubisi Rajya               | Chaubisi Rajya (ook wel: Chaubise Rajya / Chaubisye Rajya) | Nepalees:                                             |
| China                        | Keizerrijk van de Grote Qing                               | Mandarijn: Zhongguo / 中國 Mantsjoe: Dulimbai Gurun / |
| Chitral                      | Chitral                                                    | Khowar: Chitral                                       |
| Chorasmië                    | Kanaat Chorasmië (ook wel: Xiva / Khiva)                   | Oezbeeks: Xorazm / خورەزم Perzisch: Xwârazm / خوارزم  |
| Cospaia                      | Republiek Cospaia                                          | Italiaans: Cospaia                                    |

### D
| Korte landsnaam (Nederlands) | Lange landsnaam (Nederlands)               | Korte landsnaam (oorspronkelijke taal/talen) |
| ---------------------------- | ------------------------------------------ | -------------------------------------------- |
| Dahomey                      | Koninkrijk Dahomey                         | Fon: Danhome                                 |
| Damagaram                    | Sultanaat Damagaram                        | Hausa: Damagaram                             |
| Darfur                       | Sultanaat Darfur                           | Fur: Darfur                                  |
| Darvaz                       | Darvaz (ook wel: Darwaz / Darvoz / Darwoz) | Perzisch: Darvāz / درواز                     |
| Daura                        | Emiraat Daura                              | Hausa: Daura                                 |
| Dauro                        | Koninkrijk Dauro                           | Kaffa: Dauro                                 |
| Denemarken-Noorwegen         | Koninkrijk Denemarken en Noorwegen         | Deens en Noors: Danmark–Norge                |
| Dendi                        | Koninkrijk Dendi                           | Songhai: Dendi                               |
| Dosso                        | Koninkrijk Dosso                           | Zarma: Doso                                  |
| Douala                       | Koninkrijk Douala                          | Douala:                                      |
| Dutse                        | Koninkrijk Dutse                           |                                              |

### E
| Korte landsnaam (Nederlands) | Lange landsnaam (Nederlands)                        | Korte landsnaam (oorspronkelijke taal/talen) |
| ---------------------------- | --------------------------------------------------- | -------------------------------------------- |
| Ethiopië                     | Keizerrijk Ethiopië (ook wel: Keizerrijk Abessinië) | Amhaars: ኢትዮጵያ / ʾĪtyōppyā                   |

### F
| Korte landsnaam (Nederlands) | Lange landsnaam (Nederlands)                       | Korte landsnaam (oorspronkelijke taal/talen) |
| ---------------------------- | -------------------------------------------------- | -------------------------------------------- |
| Fezzan                       | Sultanaat Fezzan                                   |                                              |
| Fika                         | Emiraat Fika                                       | Bole: Fika                                   |
| Fouta Djallon                | Koninkrijk Fouta Djallon (ook wel: Almamaat Timbo) | Fula: Fuuta Jallon                           |
| Fouta Toro                   | Koninkrijk Fouta Toro                              | Fula: Fuuta Tooro                            |
| Frankrijk                    | Franse Republiek                                   | Frans: France                                |

### G
| Korte landsnaam (Nederlands) | Lange landsnaam (Nederlands)                | Korte landsnaam (oorspronkelijke taal/talen) |
| ---------------------------- | ------------------------------------------- | -------------------------------------------- |
| Garo                         | Koninkrijk Garo (ook wel: Koninkrijk Bosha) | Sidama: Garo                                 |
| Geledi                       | Sultanaat Geledi                            | Arabisch: غوبرون Somalisch: Geledi           |
| Gera                         | Koninkrijk Gera                             | Afaan Oromo: Gera                            |
| Gimirra                      | Koninkrijk Gimirra                          | Yemsa: Gimirra                               |
| Gliji                        | Gliji (ook wel: Genyigba)                   | Gen:                                         |
| Gobir                        | Gobir                                       | Hausa: Gobir                                 |
| Gomma                        | Koninkrijk Gomma                            | Afaan Oromo: Goma                            |
| Grand-Bassam                 | Koninkrijk Grand-Bassam                     | Moossou                                      |
| Gumel                        | Emiraat Gumel                               | Hausa: Gumel                                 |
| Gumma                        | Koninkrijk Gumma                            | Afaan Oromo: Gumma                           |

### H
| Korte landsnaam (Nederlands) | Lange landsnaam (Nederlands)                            | Korte landsnaam (oorspronkelijke taal/talen)                    |
| ---------------------------- | ------------------------------------------------------- | --------------------------------------------------------------- |
| Habr Yunis                   | Sultanaat Habr Yunis                                    | Arabisch: هبر يونس Somalisch: Habar Yoonis                      |
| Hamahame                     | Sultanaat Hamahame                                      | Comorees: Hamahame                                              |
| Hamamvu                      | Sultanaat Hamamvu                                       | Comorees: Hamamvu                                               |
| Hambu                        | Sultanaat Hambu                                         | Comorees: Hambu                                                 |
| Harar                        | Emiraat Harar                                           | Ge'ez: Harar / ሐረር                                              |
| Hawaï                        | Koninkrijk Hawaï                                        | Hawaïaans: Hawai'i                                              |
| Hawwara                      | Hawwara (ook wel: Huwwara / Howwara / Hewwara / Houara) | Arabisch: الهوارة Berbers: Ihuwwaren                            |
| Heilige Roomse Rijk          | Heilige Roomse Rijk der Duitse Natie                    | Duits: Heiliges Römisches Reich Latijn: Sacrum Romanum Imperium |
| Huahine                      | Koninkrijk Huahine                                      | Tahitiaans: Huahine                                             |
| Huambo                       | Koninkrijk Huambo (ook wel: Wambu)                      | Umbundu: Wambu                                                  |

### I
| Korte landsnaam (Nederlands) | Lange landsnaam (Nederlands)                                             | Korte landsnaam (oorspronkelijke taal/talen) |
| ---------------------------- | ------------------------------------------------------------------------ | -------------------------------------------- |
| Idoani                       | Confederatie Idoani                                                      | Yoruba: Idoani                               |
| Igala                        | Koninkrijk Igala (ook wel: Koninkrijk Idah)                              | Igala: Igala                                 |
| Igara                        | Koninkrijk Igara                                                         | Hororo: Igara                                |
| Igbirra                      | Igbirra (ook wel: Ebira)                                                 | Igbirra: Igbirra                             |
| Ijebu                        | Koninkrijk Ijebu (ook wel: Koninkrijk Jebu)                              | Yoruba: Ijebu                                |
| Ilé-Ifè                      | Koninkrijk Ilé-Ifè                                                       | Yoruba: Ilé—Ifẹ̀                              |
| Imerina                      | Koninkrijk Imerina (ook wel: Koninkrijk Merina / Koninkrijk Ambohimanga) | Plateaumalagasi: Imerina                     |
| Isandra                      | Koninkrijk Isandra                                                       |                                              |
| Isedo                        | Koninkrijk Isedo                                                         | Yoruba: Ìsẹ̀dó                                |
| Itsandra                     | Sultanaat Itsandra                                                       | Comorees: Itsandra                           |
| Iwo                          | Koninkrijk Iwo                                                           | Yoruba: Iwo                                  |

### J
| Korte landsnaam (Nederlands) | Lange landsnaam (Nederlands)                    | Korte landsnaam (oorspronkelijke taal/talen) |
| ---------------------------- | ----------------------------------------------- | -------------------------------------------- |
| Jaintia                      | Koninkrijk Jaintia                              | Pnar:                                        |
| Jambi                        | Sultanaat Jambi                                 | Jambimaleis: Jambi                           |
| Janjira                      | Janjira                                         |                                              |
| Japan                        | Tokugawa-shogunaat                              | Japans: Nippon / 日本                        |
| Jimma                        | Koninkrijk Jimma                                | Ometo: Kaka Jima                             |
| Johor                        | Sultanaat Johor (ook wel: Sultanaat Johor-Riau) | Johormaleis: Johor                           |
| Jolof                        | Koninkrijk Jolof                                | Wolof: Jolof                                 |
| Joseon                       | Koninkrijk Groot Joseon                         | Koreaans: Chosŏn / 대조선국                  |

### K
| Korte landsnaam (Nederlands) | Lange landsnaam (Nederlands)                                     | Korte landsnaam (oorspronkelijke taal/talen)                 |
| ---------------------------- | ---------------------------------------------------------------- | ------------------------------------------------------------ |
| Kaabu                        | Koninkrijk Kaabu (ook wel: Gabu / Ngabou / N’Gabu)               | Madninka: Kaabu                                              |
| Kaarta                       | Koninkrijk Kaarta                                                | Bambara: Kaarta                                              |
| Kabasarana                   | Kabasarana                                                       |                                                              |
| Kachari                      | Koninkrijk Kachari (ook wel: Koninkrijk Dimasa)                  | Assamees: কছাৰী ৰাজ্য                                            |
| Kaffa                        | Koninkrijk Kaffa                                                 | Kaffa: Kaffa                                                 |
| Kajara                       | Koninkrijk Kajara                                                | Kajara                                                       |
| Kalabari                     | Koninkrijk Kalabari                                              | Kalabari: Kalabari                                           |
| Kandy                        | Koninkrijk Kandy                                                 | Singalees: සිංහලේ රාජධානිය Tamil:                                  |
| Kano                         | Kano                                                             | Hausa: Kano                                                  |
| Karagwe                      | Koninkrijk Karagwe                                               | Nyambo: Karagwe                                              |
| Kasanje                      | Koninkrijk Kasanje (ook wel: Koninkrijk Jaga)                    | Kasanzi                                                      |
| Katsina                      | Katsina                                                          | Hausa: Katsina                                               |
| Kazembe                      | Koninkrijk Kazembe                                               | Bemba: Kazembe                                               |
| Kebbi                        | Emiraat Kebbi (ook wel: Emiraat Argungu)                         | Hausa: Kebbi                                                 |
| Kelantan                     | Kelantan                                                         |                                                              |
| Kénédougou                   | Koninkrijk Kénédougou                                            | Maninka: Kenedugu                                            |
| Kerkelijke Staat             | Kerkelijke Staat (ook wel: Staat van de Kerk / Pauselijke Staat) | Italiaans: Stato Pontificio Latijn: Status Pontificius       |
| Ketu                         | Ketu (ook wel: Ketou)                                            | Yoruba: Ketu                                                 |
| Khasso                       | Koninkrijk Khasso                                                | Fula: Xaaso                                                  |
| Kilwa                        | Sultanaat Kilwa                                                  | Swahili: Kilwa                                               |
| Kitangonya                   | Sjeikdom Kitangonya                                              | Kitangonya                                                   |
| Kokand                       | Kanaat Kokand (ook wel: Kanaat Farghana)                         | Perzisch: خوقند Russisch: Коканд                             |
| Kombo                        | Koninkrijk Kombo                                                 |                                                              |
| Kong                         | Koninkrijk Kong (ook wel: Wattara / Ouattara)                    | Dioula: Kong                                                 |
| Kongo                        | Koninkrijk Kongo                                                 | Kikongo: Kongo                                               |
| Konta                        | Koninkrijk Konta                                                 | Kaffa: Konta                                                 |
| Kooki                        | Koninkrijk Kooki                                                 | Kooki                                                        |
| Koya Temne                   | Koninkrijk Koya Temne                                            | Temne: Koya-Temne                                            |
| Kpa Mende                    | Confederatie Kpa Mende                                           | Mende: Kpaa Mende                                            |
| Krung Thep                   | Koninkrijk Krung Thep (ook wel: Koninkrijk Siam)                 | Thai:                                                        |
| Kuba                         | Koninkrijk Kuba (ook wel: Koninkrijk Bushongo)                   |                                                              |
| Kubu                         | Kubu                                                             |                                                              |
| Kunduz                       | Kanaat Kunduz                                                    | Dari: قندوز Oezbeeks: Kunduz Pasjtoe: کندز Tadzjieks: Қундуз |
| Kutai Kartanegara            | Kutai Kartanegara                                                | Kutai:                                                       |
| Kutch                        | Kutch                                                            | Kutchi:                                                      |
| Kwararafa                    | Kwararafa                                                        | Jukun Takum:                                                 |

### L
| Korte landsnaam (Nederlands) | Lange landsnaam (Nederlands)             | Korte landsnaam (oorspronkelijke taal/talen) |
| ---------------------------- | ---------------------------------------- | -------------------------------------------- |
| La Dombe                     | Sultanaat La Dombe                       | Comorees:                                    |
| Laghouat                     | Laghouat                                 | Arabisch: الأغواط Berbers:                   |
| Lalangina                    | Koninkrijk Lalangina                     | Lalangina                                    |
| Lanao                        | Confederatie van Sultanaten in Lanao     | Maranao:                                     |
| Lete                         | Lete (ook wel: Balete)                   | Tswana: baLete                               |
| Loango                       | Koninkrijk Loango                        | Kikongo: Lwããgu                              |
| Luba                         | Koninkrijk Luba                          | Tshiluba: Luba                               |
| Lunda                        | Koninkrijk Lunda                         | Tshilunda: Lunda                             |
| Luuka                        | Luuka                                    | Lusoga: Luuka                                |
| Luwu                         | Koninkrijk Luwu (ook wel: Luwuq / Wareq) | Boeginees: Luwu / ᨒᨘᨓᨘ                         |

### M
| Korte landsnaam (Nederlands) | Lange landsnaam (Nederlands)                                | Korte landsnaam (oorspronkelijke taal/talen) |
| ---------------------------- | ----------------------------------------------------------- | -------------------------------------------- |
| Maguindanao                  | Sultanaat Maguindanao                                       | Arabisch:                                    |
| Majeerteen                   | Sultanaat Majeerteen (ook wel: Sultanaat Harti / Majerteen) | Arabisch: ماجرتين Somalisch: Majeerteen      |
| Mandara                      | Sultanaat Mandara (ook wel: Sultanaat Wandala)              | Mandara                                      |
| Manipur                      | Koninkrijk Manipur                                          |                                              |
| Mankessim                    | Koninkrijk Mankessim                                        | Fante: Mankessim                             |
| Maore                        | Sultanaat Maore (ook wel: Sultanaat Mawuti)                 | Comorees:                                    |
| Maratharijk                  | Marathaconfederatie                                         | Marathi: Marāṭhā Sāmrājya / मराठासाम्राज्यम्        |
| Maravi                       | Koninkrijk Maravi                                           | Nyanja:                                      |
| Marokko                      | Koninkrijk Marokko                                          | Arabisch: al-Maġrib / المغرب                 |
| Massina                      | Massina                                                     | Fula:                                        |
| Mataram                      | Sultanaat Mataram                                           | Javaans: Mataram                             |
| Maymana                      | Kanaat Maymana (ook wel: Maimana)                           | Perzisch: Maymana / میمنه                    |
| Mbaku                        | Sultanaat Mbaku                                             | Comorees: Mbaku                              |
| Mbude                        | Sultanaat Mbude                                             | Comorees: Mbude                              |
| Mbunda                       | Koninkrijk Mbunda                                           | Mbunda: Mbunda                               |
| Mehtuli                      | Kanaat Mehtuli (ook wel: Dzhengutai / Jengutay)             | Koemuks: Mahtulu xanlıq                      |
| Meliau                       | Sultanaat Meliau                                            | Meliau                                       |
| Menabe                       | Koninkrijk Menabe                                           | Sakalava-Malagasi:                           |
| Mitsamihuli                  | Sultanaat Mitsamihuli                                       | Comorees: Mitsamihuli                        |
| Mogolrijk                    | Mogolrijk                                                   | Perzisch: Shāhān-e Moġul / حکومت مغلیاں      |
| Montenegro                   | Prinsbisdom Montenegro                                      | Servisch: Crna Gora / Црна Гора              |
| Mthethwa                     | Mthethwa                                                    | Zoeloe: Mthethwa                             |
| Muscat en Oman               | Sultanaat Muscat                                            | Arabisch: Masqaṭ wa-‘Umān / مسقط وعمان       |

### N
| Korte landsnaam (Nederlands) | Lange landsnaam (Nederlands)                    | Korte landsnaam (oorspronkelijke taal/talen) |
| ---------------------------- | ----------------------------------------------- | -------------------------------------------- |
| Napels                       | Koninkrijk Sicilië (ook wel: Koninkrijk Napels) | Italiaans en Napolitaans: Napoli             |
| Nawanagar                    | Nawanagar                                       |                                              |
| Ndwandwe                     | Ndwandwe                                        | Zoeloe: Ndwandwe                             |
| Ndzuwani                     | Sultanaat Ndzuwani                              | Comorees: Ndzuwani                           |
| Negeri Sembilan              | Negeri Sembilan Darul Khusus                    | Maleis: Negeri Sembilan / نڬري سمبيلن        |
| Nembe                        | Koninkrijk Nembe                                | Izon: Nembe                                  |
| Nepal                        | Koninkrijk Nepal                                | Nepalees: Nepal / नेपाल                        |
| Ngoyo                        | Koninkrijk Ngoyo                                | N'Goyo                                       |
| Niue-Fekai                   | Koninkrijk Niue-Fekai                           | Niuees: Niue-Fekai                           |
| Nshenyi                      | Koninkrijk Nshenyi                              | Hororo: Nshenyi                              |
| Nungu                        | Koninkrijk Nungu                                | Gurma: Nungu                                 |
| Nupe                         | Koninkrijk Nupe                                 |                                              |

### O
| Korte landsnaam (Nederlands)             | Lange landsnaam (Nederlands)                   | Korte landsnaam (oorspronkelijke taal/talen) |
| ---------------------------------------- | ---------------------------------------------- | -------------------------------------------- |
| Obwera                                   | Koninkrijk Obwera                              | Hororo: Obwera                               |
| Oke-Ila Orangun                          | Oke-Ila en Ila-Orangun (ook wel Ile-Yara)      | Yoruba: Òkè-Ìlá Òràngún                      |
| Okrika                                   | Koninkrijk Okrika                              | Kalabari: Okrika                             |
| Ondo                                     | Koninkrijk Ondo                                | Yporuba: Ondo                                |
| Onitsha                                  | Koninkrijk Onitsha                             | Igbo: Ọnịcha                                 |
| Orungu                                   | Koninkrijk Orungu                              | Myene:                                       |
| Osogbo                                   | Koninkrijk Osogbo                              | Yoruba: Oṣogbo                               |
| Ottomaanse Rijk (ook wel: Osmaanse Rijk) | Sublieme Ottomaanse Staat                      | Osmaans: Osmanlı Devleti / عثمانلى دولتى     |
| Ouaddaï                                  | Koninkrijk Ouaddaï (ook wel: Koninkrijk Wadai) | Maba:                                        |
| Owo                                      | Koninkrijk Owo                                 | Yoruba: Owo                                  |
| Oyo                                      | Koninkrijk Oyo                                 | Yoruba: Oyo                                  |

### P
| Korte landsnaam (Nederlands) | Lange landsnaam (Nederlands)                              | Korte landsnaam (oorspronkelijke taal/talen) |
| ---------------------------- | --------------------------------------------------------- | -------------------------------------------- |
| Paaseiland                   | Paaseiland                                                | Rapa Nui: Rapa Nui                           |
| Pagaruyung                   | Koninkrijk Pagaruyung (ook wel: Minangkabau / Malayapura) | Maleis:Pagar Ruyung Minangkabaus: Sanskriet: |
| Palembang                    | Sultanaat Palembang                                       | Musi:                                        |
| Papekat                      | Sultanaat Papekat                                         |                                              |
| Pasir                        | Sultanaat Pasir                                           |                                              |
| Pate                         | Sultanaat Pate                                            | Swahili:                                     |
| Perak                        | Sultanaat Perak                                           | Maleis: Perak / ڨيراق                        |
| Perzië                       | Perzische Rijk                                            | Perzisch: Irân / ایران                       |
| Pontianak                    | Sultanaat Pontianak                                       | Pontianak                                    |
| Porto-Novo                   | Koninkrijk Porto-Novo                                     | Fon: Ajache Ipo                              |
| Portugal                     | Koninkrijk Portugal en de Algarve                         | Portugees: Portugal                          |

### R
| Korte landsnaam (Nederlands) | Lange landsnaam (Nederlands)                                     | Korte landsnaam (oorspronkelijke taal/talen)            |
| ---------------------------- | ---------------------------------------------------------------- | ------------------------------------------------------- |
| Ragusa                       | Republiek Ragusa                                                 | Italiaans: Ragusa Kroatisch: Dubrovnik Latijn: Ragusium |
| Raiatea                      | Koninkrijk Raiatea                                               | Tahitiaans: Ra'iatea                                    |
| Rapa Iti                     | Rapa Iti (ook wel: Oparo)                                        | Rapan: Rapa Iti                                         |
| Ras al-Khaimah               | Emiraat Ras al-Khaimah (ook wel: Ras al-Chaima)                  | Arabisch: Ras al-Khaimah / رأس الخيمة                   |
| Rimatara                     | Koninkrijk Rimatara                                              | Austral: Rimatara                                       |
| Rozwi                        | Rozwi (ook wel: Lozwi / Changamire / Botwa / Ukalanga / Karanga) | Kalanga:                                                |
| Rujumbura                    | Koninkrijk Rujumbura                                             | Rujumbura                                               |
| Rukiga                       | Koninkrijk Rukiga                                                | Rukiga: Rukiga                                          |
| Rurutu                       | Koninkrijk Rurutu                                                | Rurutisch: Rurutu                                       |
| Rusland                      | Keizerrijk Rusland (ook wel: Russische Rijk)                     | Russisch: Rossijskaja Imperija / Российская Империя     |
| Rwanda                       | Koninkrijk Rwanda                                                | Kinyarwanda: Rwanda                                     |

### S
| Korte landsnaam (Nederlands) | Lange landsnaam (Nederlands)                                          | Korte landsnaam (oorspronkelijke taal/talen) |
| ---------------------------- | --------------------------------------------------------------------- | -------------------------------------------- |
| Saloum                       | Koninkrijk Saloum                                                     | Serer: Saluum                                |
| Sambas                       | Sultanaat Sambas                                                      | Maleis: Sambas                               |
| Samoa                        | Koninkrijk Samoa                                                      | Samoaans: Samoa                              |
| Sankul                       | Sjeikdom Sankul                                                       | Sankul                                       |
| Sanwi                        | Koninkrijk Sanwi                                                      | Anyin: Sanwi                                 |
| Sardinië                     | Koninkrijk Sardinië (ook wel: Piëmont-Sardinië)                       | Italiaans: Sardegna                          |
| Selangor                     | Sultanaat Selangor Darul Ehsan                                        | Maleis: Selangor / سلاڠور                    |
| Selimbau                     | Selimbau                                                              | Maleis: Selimbau                             |
| Sennar                       | Funj-sultanaat Sennar (ook wel: Sultanaat Sinnar of Blauwe Sultanaat) | Arabisch: السلطنة الزرقاء                    |
| Sharjah                      | Emiraat Sharjah                                                       | Arabisch: Aš Šāriqah / الشارقة               |
| Sheka                        | Sheka                                                                 | Sheka                                        |
| Shewa                        | Shewa (ook wel: Shoa / Shua / Showa / Shuwa)                          | Afaan Oromo: Shawaa Amhaars: ሸዋ              |
| Shilluk                      | Koninkrijk Shilluk                                                    | Shilluk: Läg Cøllø                           |
| Siak                         | Sultanaat Siak Sri Indrapura                                          | Maleis: Siak                                 |
| Sicilië                      | Koninkrijk Sicilië                                                    | Italiaans en Siciliaans: Sicilia             |
| Sigave                       | Koninkrijk Sigave                                                     | Futunisch: Sigave                            |
| Sikhrijk                     | Rijk van de Sikhs (ook wel: Punjab)                                   | Perzisch:                                    |
| Silat                        | Silat                                                                 | Maleis: Silat                                |
| Sindh                        | Sindh (Talpur-dynastie)                                               | Sindhi: سنڌ Urdu: سندھ                       |
| Sine                         | Koninkrijk Sine (ook wel: Sin)                                        | Serer: Siin                                  |
| Sintang                      | Sitang                                                                |                                              |
| Sjeberghan                   | Kanaat Sjeberghan (ook wel: Sheberghan / Shibarghan)                  | Perzisch: Shaburghān / شبرغان                |
| Spanje                       | Koninkrijk Spanje                                                     | Spaans: España                               |
| Suket                        | Koninkrijk Suket                                                      | Hindoestani: Suket / सुकेत                     |
| Sulu                         | Sultanaat Sulu Dar al-Islam                                           | Arabisch:                                    |
| Swaziland                    | Koninkrijk Swaziland                                                  | Swazi: Swaziland                             |

### T
| Korte landsnaam (Nederlands) | Lange landsnaam (Nederlands)                 | Korte landsnaam (oorspronkelijke taal/talen) |
| ---------------------------- | -------------------------------------------- | -------------------------------------------- |
| Tadjourah                    | Sultanaat Tadjourah                          | Afar: Tagórri                                |
| Tagant                       | Emiraat Tagant                               | Arabisch: Tagant / ولاية تكانت               |
| Tahiti                       | Koninkrijk Tahiti                            | Tahitiaans: Otaheiti                         |
| Tahuata                      | Koninkrijk Tahuata                           | Zuid-Marquesas: Tahuata                      |
| Tamatave                     | Koninkrijk Tamatave (ook wel: Betsimisaraka) | Malagassisch: Tamatave                       |
| Tawaeli                      | Tawaeli                                      | Kaili:                                       |
| Tawana                       | Tawana (ook wel: Batawana / Ngamiland)       | Tswana: baTawana                             |
| Tekna                        | Tekna                                        | Hassaniya: Tashelhiyt:                       |
| Tenkodogo                    | Tenkodogo                                    | More: Tenkodogo                              |
| Tonga                        | Tonga                                        | Tongaans: Tuʻi Tonga                         |
| Touggourt                    | Sultanaat Touggourt                          |                                              |
| Trarza                       | Emiraat Trarza                               | Arabisch: Trarza / ولاية الترارزة            |
| Tumbatu                      | Sjeikdom Tumbatu                             | Tumbatu                                      |

### U
| Korte landsnaam (Nederlands) | Lange landsnaam (Nederlands)                 | Korte landsnaam (oorspronkelijke taal/talen) |
| ---------------------------- | -------------------------------------------- | -------------------------------------------- |
| Ubani                        | Koninkrijk Ubani (ook wel: Koninkrijk Bonny) | Ibibio: Okolo-Ama                            |
| Umm al-Qaiwain               | Emiraat Umm al-Qaiwain                       | Arabisch: Umm al Quwwayn / أمّ القيوين        |
| Unyanyembe                   | Unyanyembe                                   |                                              |

### V
| Korte landsnaam (Nederlands)          | Lange landsnaam (Nederlands)                        | Korte landsnaam (oorspronkelijke taal/talen) |
| ------------------------------------- | --------------------------------------------------- | -------------------------------------------- |
| Verenigd Koninkrijk (vanaf 1 januari) | Verenigd Koninkrijk van Groot-Brittannië en Ierland | Engels: United Kingdom                       |
| Verenigde Staten                      | Verenigde Staten van Amerika                        | Engels: United States                        |
| Vietnam                               | Grote Viet Rijk (ook wel: Annam)                    | Vietnamees: Đại Việt / 大越                  |

### W
| Korte landsnaam (Nederlands) | Lange landsnaam (Nederlands)             | Korte landsnaam (oorspronkelijke taal/talen)    |
| ---------------------------- | ---------------------------------------- | ----------------------------------------------- |
| Waalo                        | Koninkrijk Waalo (ook wel: Oualo)        | Wolof: Waalo                                    |
| Wajoq                        | Koninkrijk Wajoq (ook wel: Wajo / Wajok) | Boeginees: Wajoq / ᨓᨍᨚ                           |
| Walayta                      | Koninkrijk Walayta (ook wel: Welayta)    | Wolaytta: Walayta                               |
| Wallis                       | Koninkrijk Wallis (ook wel: Uvea)        | Wallisiaans: 'Uvea                              |
| Wanga                        | Koninkrijk Wanga                         | Luhya: Wanga                                    |
| Warri                        | Koninkrijk Warri                         | Itsekiri: Warri                                 |
| Warsangali                   | Sultanaat Warsangali (ook wel: Gerad)    | Arabisch: سلطنة الورسنجلي Somalisch: Warsangeli |
| Washili                      | Sultanaat Washili                        | Comorees: Washili                               |
| Wogodogo                     | Koninkrijk Wogodogo                      | More: Wogodogo                                  |

### Y
| Korte landsnaam (Nederlands) | Lange landsnaam (Nederlands)                    | Korte landsnaam (oorspronkelijke taal/talen) |
| ---------------------------- | ----------------------------------------------- | -------------------------------------------- |
| Yauri                        | Emiraat Yauri (ook wel: Emiraat Yawuri)         | Hausa: Yawuri                                |
| Yengar                       | Koninkrijk Yengar (ook wel: Koninkrijk Janjero) | Sidamo: Yengar                               |

### Z
| Korte landsnaam (Nederlands) | Lange landsnaam (Nederlands) | Korte landsnaam (oorspronkelijke taal/talen) |
| ---------------------------- | ---------------------------- | -------------------------------------------- |
| Zazzau                       | Koninkrijk Zazzau            | Hausa: Zazzau                                |
| Zweden                       | Koninkrijk Zweden            | Zweeds: Sverige                              |

## Andere landen

### Staten binnen het Heilige Roomse Rijk
Hieronder volgt een lijst van rijksvrije gebieden (steden, vorstendommen, graafschappen, bisdommen, abdijen, etc.) van het Heilige Roomse Rijk. De rijksridderschappen zijn niet in onderstaande lijst opgenomen.
| Korte landsnaam (Nederlands)         | Lange naam | Korte landsnaam (oorspronkelijke taal/talen)                                                                                     |
| ------------------------------------ | --- | --- |
| Aalen                                | Rijksstad Aalen                                                                                               | Duits: Aalen |
| Anhalt-Bernburg                      | Vorstendom Anhalt-Bernburg                                                                                    | Duits: Anhalt-Bernburg |
| Anhalt-Dessau                        | Vorstendom Anhalt-Dessau                                                                                      | Duits: Anhalt-Dessau |
| Anhalt-Köthen                        | Vorstendom Anhalt-Köthen                                                                                      | Duits: Anhalt-Köthen |
| Hertogdom Arenberg (tot 9 maart)     | Hertogdom Arenberg                                                                                            | Duits: Arenberg |
| Augsburg                             | Prinsbisdom Augsburg                                                                                          | Duits: Augsburg |
| Augsburg                             | Rijksstad Augsburg                                                                                            | Duits: Augsburg |
| Baden                                | Markgraafschap Baden                                                                                          | Duits: Baden |
| Baindt                               | Abdij Baindt                                                                                                  | Duits: Baindt |
| Bamberg                              | Prinsbisdom Bamberg                                                                                           | Duits: Bamberg |
| Bazel                                | Prinsbisdom Bazel                                                                                             | Duits: Basel |
| Beieren                              | Keurvorstendom Beieren                                                                                        | Duits: Bayern |
| Berchtesgaden                        | Proosdij Berchtesgaden                                                                                        | Duits: Berchtesgaden |
| Biberach                             | Rijkstad Biberach                                                                                             | Duits: Biberach |
| Bömelburg                            | Heerlijkheid Bömelburg                                                                                        | Duits: Bömelburg |
| Bopfingen                            | Rijksstad Bopfingen                                                                                           | Duits: Bopfingen |
| Brunswijk-Wolfenbüttel               | Vorstendom Brunswijk-Wolfenbüttel                                                                             | Duits: Braunschweig-Wolfenbüttel                                                                                                 |
| Bremen                               | Rijksstad Bremen                                                                                              | Duits: Bremen |
| Brixen                               | Prinsbisdom Brixen                                                                                            | Duits: Brixen |
| Buchau                               | Abdij Buchau                                                                                                  | Duits: Buchau |
| Buchau                               | Rijksstad Buchau                                                                                              | Duits: Buchau |
| Buchhorn                             | Rijksstad Buchhorn                                                                                            | Duits: Buchhorn |
| Burgholzhausen                       | Rijksdorp Burgholzhausen                                                                                      | Duits: Burgholzhausen |
| Buxheim                              | Heerlijkheid Buxheim                                                                                          | Duits: Buxheim |
| Cappenberg                           | Proosdij Cappenberg                                                                                           | Duits: Cappenberg |
| Castell-Castell                      | Graafschap Castell-Castell                                                                                    | Duits: Castell-Castell |
| Castell-Rüdenhausen                  | Graafschap Castell-Rüdenhausen                                                                                | Duits: Castell-Rüdenhausen |
| Corvey                               | Prinsbisdom Corvey                                                                                            | Duits: Corvey |
| Dinkelsbühl                          | Rijksstad Dinkelsbühl                                                                                         | Duits: Dinkelsbühl |
| Dortmund                             | Rijksstad Dortmund                                                                                            | Duits: Dortmund |
| Duitse Orde                          | Orde van de Broeders van het Hospitaal van de Heilige Maria der Duitsers in Jeruzalem                         | Duits: Deutsche Orden |
| Edelstetten                          | Abdij Edelstetten                                                                                             | Duits: Edelstetten |
| Elchingen                            | Abdij Elchingen                                                                                               | Duits: Elchingen |
| Ellwangen                            | Proosdij Ellwangen                                                                                            | Duits: Ellwangen |
| Elten                                | Abdij Elten                                                                                                   | Duits: Elten |
| Erbach-Erbach                        | Graafschap Erbach-Erbach                                                                                      | Duits: Erbach-Erbach |
| Erbach-Fürstenau                     | Graafschap Erbach-Fürstenau                                                                                   | Duits: Erbach-Fürstenau |
| Erbach-Schönberg                     | Graafschap Erbach-Schönberg                                                                                   | Duits: Erbach-Schönberg |
| Essen                                | Abdij Essen                                                                                                   | Duits: Essen |
| Esslingen                            | Rijksstad Esslingen                                                                                           | Duits: Esslingen |
| Frankfurt                            | Rijksstad Frankfurt                                                                                           | Duits: Frankfurt |
| Frauenchiemsee                       | Abdij Frauenchiemsee                                                                                          | Duits: Frauenchiemsee |
| Freising                             | Prinsbisdom Freising                                                                                          | Duits: Freising |
| Friedberg                            | Burggraafschap Friedberg                                                                                      | Duits: Friedberg |
| Friedberg                            | Rijksstad Friedberg                                                                                           | Duits: Friedberg |
| Fugger-Kirchheim                     | Graafschap Fugger-Kirchheim                                                                                   | Duits: Fugger-Kirchheim |
| Fugger-Nordendorf                    | Graafschap Fugger-Nordendorf                                                                                  | Duits: Fugger-Nordendorf |
| Fulda                                | Prinsbisdom Fulda                                                                                             | Duits: Fulda |
| Fürstenberg-Fürstenberg              | Vorstendom Fürstenberg-Fürstenberg                                                                            | Duits: Fürstenberg-Fürstenberg                                                                                                   |
| Fürstenberg-Pürglitz                 | Vorstendom Fürstenberg-Pürglitz                                                                               | Duits: Fürstenberg-Pürglitz |
| Gandersheim                          | Abdij Gandersheim                                                                                             | Duits: Gandersheim |
| Gemen                                | Heerlijkheid Gemen                                                                                            | Duits: Gemen |
| Gengenbach                           | Abdij Gengenbach                                                                                              | Duits: Gengenbach |
| Gengenbach                           | Rijksstad Gengenbach                                                                                          | Duits: Gengenbach |
| Giengen                              | Rijksstad Giengen                                                                                             | Duits: Giengen |
| Gmünd                                | Rijksstad Gmünd                                                                                               | Duits: Gmünd |
| Gochsheim                            | Rijksdorp Gochsheim                                                                                           | Duits: Gochsheim |
| Goslar                               | Rijksstad Goslar                                                                                              | Duits: Goslar |
| Gutenzell                            | Abdij Gutenzell                                                                                               | Duits: Gutenzell |
| Habsburgse Rijk                      | Habsburgse Rijk (ook wel: Habsburgse monarchie / Oostenrijkse monarchie)                                      | Duits: Habsburgermonarchie Hongaars: Habsburg Birodalom Kroatisch: Habsburška Monarhija Latijn: Tsjechisch: Habsburská monarchie |
| Hallermund                           | Graafschap Hallermund                                                                                         | Duits: Hallermund |
| Hamburg                              | Rijksstad Hamburg                                                                                             | Duits: Hamburg |
| Harmersbach                          | Rijksdal Harmersbach                                                                                          | Duits: Harmersbach |
| Hatzfeld-Trachenberg                 | Graafschap Hatzfeld-Trachenberg                                                                               | Duits: Hatzfeld-Trachenberg |
| Hatzfeld-Wildenburg                  | Graafschap Hatzfeld-Wildenburg                                                                                | Duits: Hatzfeld-Wildenburg |
| Heggbach                             | Abdij Heggbach                                                                                                | Duits: Heggbach |
| Heilbronn                            | Rijksstad Heilbronn                                                                                           | Duits: Heilbronn |
| Herford                              | Abdij Herford                                                                                                 | Duits: Herford |
| Hessen-Darmstadt                     | Landgraafschap Hessen-Darmstadt                                                                               | Duits: Hessen-Darmstadt |
| Hessen-Homburg                       | Landgraafschap Hessen-Homburg                                                                                 | Duits: Hessen-Homburg |
| Hessen-Kassel                        | Landgraafschap Hessen-Kassel                                                                                  | Duits: Hessen-Cassel |
| Hildesheim                           | Prinsbisdom Hildesheim                                                                                        | Duits: Hildesheim |
| Hildesheim                           | Vrije Stad Hildesheim                                                                                         | Duits: Hildesheim |
| Hohengeroldseck                      | Graafschap Hohengeroldseck                                                                                    | Duits: Hohengeroldseck |
| Hohenlohe-Bartenstein                | Vorstendom Hohenlohe-Bartenstein                                                                              | Duits: Hohenlohe-Bartenstein |
| Hohenlohe-Ingelfingen                | Vorstendom Hohenlohe-Ingelfingen                                                                              | Duits: Hohenlohe-Ingelfingen |
| Hohenlohe-Jagstberg                  | Vorstendom Hohenlohe-Jagstberg                                                                                | Duits: Hohenlohe-Jagstberg |
| Hohenlohe-Kirchberg                  | Vorstendom Hohenlohe-Kirchberg                                                                                | Duits: Hohenlohe-Kirchberg |
| Hohenlohe-Langenburg                 | Vorstendom Hohenlohe-Langenburg                                                                               | Duits: Hohenlohe-Langenburg |
| Hohenlohe-Öhringen-Neuenstein        | Vorstendom Hohenlohe-Öhringen-Neuenstein                                                                      | Duits: Hohenlohe-Öhringen-Neuenstein                                                                                             |
| Hohenlohe-Waldenburg-Schillingfürst  | Vorstendom Hohenlohe-Waldenburg-Schillingfürst                                                                | Duits: Hohenlohe-Waldenburg-Schillingfürst                                                                                       |
| Hohenzollern-Hechingen               | Vorstendom Hohenzollern-Hechingen                                                                             | Duits: Hohenzollern-Hechingen |
| Hohenzollern-Sigmaringen             | Vorstendom Hohenzollern-Sigmaringen                                                                           | Duits: Hohenzollern-Sigmaringen                                                                                                  |
| Holzappel                            | Graafschap Holzappel                                                                                          | Duits: Holzappel |
| Irsee                                | Abdij Irsee                                                                                                   | Duits: Irsee |
| Isenburg-Birstein                    | Vorstendom Isenburg-Birstein                                                                                  | Duits: Isenburg-Birstein |
| Isenburg-Büdingen                    | Graafschap Isenburg-Büdingen                                                                                  | Duits: Isenburg-Büdingen |
| Isenburg-Meerholz                    | Graafschap Isenburg-Meerholz                                                                                  | Duits: Isenburg-Meerholz |
| Isenburg-Philippseich                | Graafschap Isenburg-Philippseich                                                                              | Duits: Isenburg-Philippseich |
| Isenburg-Wächtersbach                | Graafschap Isenburg-Wächtersbach                                                                              | Duits: Isenburg-Wächtersbach |
| Isny                                 | Rijksstad Isny                                                                                                | Duits: Isny |
| Kaisheim                             | Abdij Kaisheim                                                                                                | Duits: Kaisheim |
| Kaufbeuren                           | Rijksstad Kaufbeuren                                                                                          | Duits: Kaufbeuren |
| Kempten                              | Abdij Kempten                                                                                                 | Duits: Kempten |
| Kempten                              | Rijksstad Kempten                                                                                             | Duits: Kempten |
| Kniphausen                           | Heerlijkheid Kniphausen                                                                                       | Duits: Kniphausen |
| Königsegg-Aulendorf                  | Graafschap Königsegg-Aulendorf                                                                                | Duits: Königsegg-Aulendorf |
| Königsegg-Rothenfels                 | Graafschap Königsegg-Rothenfels                                                                               | Duits: Königsegg-Rothenfels |
| Konstanz                             | Prinsbisdom Konstanz                                                                                          | Duits: Konstanz |
| Leiningen-Westerburg-Neuleiningen    | Graafschap Leiningen-Westerburg-Neuleiningen                                                                  | Duits: Leiningen-Westerburg-Neuleiningen                                                                                         |
| Leiningen-Westerburg-Altleiningen    | Graafschap Leiningen-Westerburg-Altleiningen (Graafschap Leiningen-Westerburg)                                | Duits: Leiningen-Westerburg-Altleiningen                                                                                         |
| Leutkirch                            | Rijksstad Leutkirch                                                                                           | Duits: Leutkirch |
| Liechtenstein                        | Vorstendom Liechtenstein                                                                                      | Duits: Liechtenstein |
| Limburg-Styrum                       | Heerlijkheid Limburg-Styrum                                                                                   | Duits: Limburg-Styrum |
| Limpurg-Speckfeld                    | Graafschap Limpurg-Speckfeld                                                                                  | Duits: Limpurg-Speckfeld |
| Lindau                               | Abdij Lindau                                                                                                  | Duits: Lindau |
| Lindau                               | Rijksstad Lindau                                                                                              | Duits: Lindau |
| Lippe                                | Vorstendom Lippe                                                                                              | Duits: Lippe |
| Löwenstein-Wertheim-Rochefort        | Graafschap Löwenstein-Wertheim-Rochefort                                                                      | Duits: Löwenstein-Wertheim-Rochefort                                                                                             |
| Lübeck                               | Rijksstad Lübeck                                                                                              | Duits: Lübeck |
| Lübeck                               | Prinsbisdom Lübeck                                                                                            | Duits: Lübeck |
| Marchtal                             | Abdij Marchtal                                                                                                | Duits: Marchtal |
| Mecklenburg-Schwerin                 | Hertogdom Mecklenburg-Schwerin                                                                                | Duits: Mecklenburg-Schwerin |
| Mecklenburg-Strelitz                 | Hertogdom Mecklenburg-Strelitz                                                                                | Duits: Mecklenburg-Strelitz |
| Memmingen                            | Rijksstad Memmingen                                                                                           | Duits: Memmingen |
| Michaelsberg                         | Abdij Michaelsberg                                                                                            | Duits: Michaelsberg |
| Mühlhausen                           | Rijksstad Mühlhausen                                                                                          | Duits: Mühlhausen |
| Münster                              | Prinsbisdom Münster                                                                                           | Duits: Münster |
| Nassau-Usingen                       | Vorstendom Nassau-Usingen                                                                                     | Duits: Nassau-Usingen |
| Nassau-Weilburg                      | Vorstendom Nassau-Weilburg                                                                                    | Duits: Nassau-Weilburg |
| Neresheim                            | Abdij Neresheim                                                                                               | Duits: Neresheim |
| Niedermünster                        | Abdij Niedermünster                                                                                           | Duits: Niedermünster |
| Nordhausen                           | Rijksstad Nordhausen                                                                                          | Duits: Nordhausen |
| Nördlingen                           | Rijksstad Nördlingen                                                                                          | Duits: Nördlingen |
| Nostitz-Rieneck                      | Graafschap Nostitz-Rieneck                                                                                    | Duits: Nostitz-Rieneck |
| Obermünster                          | Abdij Obermünster                                                                                             | Duits: Obermünster |
| Ochsenhausen                         | Abdij Ochsenhausen                                                                                            | Duits: Ochsenhausen |
| Offenburg                            | Rijksstad Offenburg                                                                                           | Duits: Offenburg |
| Oldenburg                            | Hertogdom Oldenburg                                                                                           | Duits: Oldenburg |
| Ortenburg                            | Graafschap Ortenburg                                                                                          | Duits: Ortenburg |
| Osnabrück                            | Prinsbisdom Osnabrück                                                                                         | Duits: Osnabrück |
| Öttingen-Spielberg                   | Vorstendom Öttingen-Spielberg                                                                                 | Duits: Öttingen-Spielberg |
| Öttingen-Wallerstein                 | Vorstendom Öttingen-Wallerstein                                                                               | Duits: Öttingen-Wallerstein |
| Ottobeuren                           | Abdij Ottobeuren                                                                                              | Duits: Ottobeuren |
| Paderborn                            | Prinsbisdom Paderborn                                                                                         | Duits: Paderborn |
| Paltsgraafschap aan de Rijn          | Paltsgraafschap aan de Rijn                                                                                   | Duits: Pfalzgrafschaft bei Rhein                                                                                                 |
| Pappenheim                           | Graafschap Pappenheim                                                                                         | Duits: Pappenheim |
| Passau                               | Prinsbisdom Passau                                                                                            | Duits: Passau |
| Petershausen                         | Abdij Petershausen                                                                                            | Duits: Petershausen |
| Pfullendorf                          | Rijksstad Pfullendorf                                                                                         | Duits: Pfullendorf |
| Pruisen                              | Koninkrijk Pruisen                                                                                            | Duits: Preußen |
| Quedlinburg                          | Abdij van Quedlinburg                                                                                         | Duits: Quedlinburg |
| Ravensburg                           | Rijksstad Ravensburg                                                                                          | Duits: Ravensburg |
| Rechberg en Rothenlöwen              | Graafschap Rechberg en Rothenlöwen                                                                            | Duits: Rechberg und Rothenlöwen                                                                                                  |
| Regensburg                           | Prinsbisdom Regensburg                                                                                        | Duits: Regensburg |
| Regensburg                           | Rijksstad Regensburg                                                                                          | Duits: Regensburg |
| Reuss-Ebersdorf                      | Graafschap Reuss-Ebersdorf                                                                                    | Duits: Reuß-Ebersdorf |
| Reuss-Lobenstein                     | Vorstendom Reuss-Lobenstein                                                                                   | Duits: Reuß-Lobenstein |
| Reuss oudere linie                   | Vorstendom Reuss oudere linie (Vorstendom Reuss-Greiz)                                                        | Duits: Reuß ältere Linie |
| Reuss-Gera                           | Graafschap Reuss-Gera                                                                                         | Duits: Reuß-Gera |
| Reuss-Schleiz                        | Graafschap Reuss-Schleiz                                                                                      | Duits: Reuß-Schleiz |
| Reutlingen                           | Rijksstad Reutlingen                                                                                          | Duits: Reutlingen |
| Rheda                                | Heerlijkheid Rheda                                                                                            | Duits: Rheda |
| Rietberg                             | Graafschap Rietberg                                                                                           | Duits: Rietberg |
| Roggenburg                           | Abdij Roggenburg                                                                                              | Duits: Roggenburg |
| Rot                                  | Abdij Rot (ook wel: Abdij Münchenroth)                                                                        | Duits: Rot |
| Rothenburg                           | Rijksstad Rothenburg                                                                                          | Duits: Rothenburg |
| Rottenmünster                        | Abdij Rottenmünster                                                                                           | Duits: Rottenmünster |
| Saksen                               | Keurvorstendom Saksen                                                                                         | Duits: Sachsen |
| Saksen-Coburg-Saalfeld               | Hertogdom Saksen-Coburg-Saalfeld                                                                              | Duits: Sachsen-Coburg-Saalfeld                                                                                                   |
| Saksen-Eisenach                      | Hertogdom Saksen-Eisenach                                                                                     | Duits: Sachsen-Eisenach |
| Saksen-Gotha-Altenburg               | Hertogdom Saksen-Gotha-Altenburg                                                                              | Duits: Sachsen-Gotha-Altenburg                                                                                                   |
| Saksen-Meiningen                     | Hertogdom Saksen-Meiningen (ook wel: Hertogdom Saksen-Meiningen-Hildburghausen)                               | Duits: Sachsen-Meiningen |
| Saksen-Weimar                        | Hertogdom Saksen-Weimar                                                                                       | Duits: Sachsen-Weimar |
| Salem                                | Abdij Salem                                                                                                   | Duits: Salem |
| Salzburg                             | Prinsaartsbisdom Salzburg                                                                                     | Duits: Salzburg |
| Sankt Blasien                        | Abdij Sankt Blasien                                                                                           | Duits: Sankt Blasien |
| Sankt Emmeram                        | Abdij Sankt Emmeram                                                                                           | Duits: Sankt Emmeram |
| Sankt Georg                          | Abdij Sankt Georg                                                                                             | Duits: Sankt Georg |
| Sankt Ulrich und Afra                | Abdij Sankt Ulrich und Afra                                                                                   | Duits: Sankt Ulrich und Afra |
| Sayn-Wittgenstein-Berleburg          | Vorstendom Sayn-Wittgenstein-Berleburg                                                                        | Duits: Sayn-Wittgenstein-Berleburg                                                                                               |
| Sayn-Wittgenstein-Hohenstein         | Graafschap Sayn-Wittgenstein-Hohenstein (tot 21 juni) Vorstendom Sayn-Wittgenstein-Hohenstein (vanaf 21 juni) | Duits: Sayn-Wittgenstein-Hohenstein                                                                                              |
| Schauen                              | Rijksheerlijkheid Schauen                                                                                     | Duits: Schauen |
| Schaumburg-Lippe                     | Graafschap Schaumburg-Lippe                                                                                   | Duits: Schaumburg-Lippe |
| Schaumburg-Lippe-Alverdissen         | Graafschap Schaumburg-Lippe-Alverdissen                                                                       | Duits: Schaumburg-Lippe-Alverdissen                                                                                              |
| Schönborn                            | Graafschap Schönborn                                                                                          | Duits: Schönborn |
| Schönburg                            | Vorstendom Schönburg                                                                                          | Duits: Schönburg |
| Schönthal                            | Abdij Schönthal                                                                                               | Duits: Schönthal |
| Schussenried                         | Abdij Schussenried                                                                                            | Duits: Schussenried |
| Schwäbisch Hall                      | Rijksstad Schwäbisch Hall                                                                                     | Duits: Schwäbisch Hall |
| Schwarzburg-Rudolstadt               | Vorstendom Schwarzburg-Rudolstadt                                                                             | Duits: Schwarzburg-Rudolstadt |
| Schwarzenberg                        | Graafschap Schwarzenberg                                                                                      | Duits: Schwarzenberg |
| Schwarzburg-Sondershausen            | Vorstendom Schwarzburg-Sondershausen                                                                          | Duits: Schwarzburg-Sondershausen                                                                                                 |
| Schweinfurt                          | Rijksstad Schweinfurt                                                                                         | Duits: Schweinfurt |
| Sennfeld                             | Rijksdorp Sennfeld                                                                                            | Duits: Sennfeld |
| Soden                                | Rijksdorp Soden                                                                                               | Duits: Soden |
| Söflingen                            | Abdij Söflingen                                                                                               | Duits: Söflingen |
| Solms-Braunfels                      | Graafschap Solms-Braunfels                                                                                    | Duits: Solms-Braunfels |
| Solms-Laubach                        | Graafschap Solms-Laubach                                                                                      | Duits: Solms-Laubach |
| Solms-Lich-Hohensolms                | Graafschap Solms-Lich-Hohensolms                                                                              | Duits: Solms-Lich-Hohensolms |
| Solms-Rödelheim                      | Graafschap Solms-Rödelheim                                                                                    | Duits: Solms-Rödelheim |
| Solms-Sachsenfeld                    | Graafschap Solms-Sachsenfeld                                                                                  | Duits: Solms-Sachsenfeld |
| Solms-Wildenfels                     | Graafschap Solms-Wildenfels                                                                                   | Duits: Solms-Wildenfels |
| Stadion-Thannhausen                  | Graafschap Stadion-Thannhausen                                                                                | Duits: Stadion-Thannhausen |
| Stadion-Warthausen                   | Graafschap Stadion-Warthausen                                                                                 | Duits: Stadion-Warthausen |
| Starhemberg                          | Vorstendom Starhemberg                                                                                        | Duits: Starhemberg |
| Steinfurt                            | Graafschap Steinfurt                                                                                          | Duits: Steinfurt |
| Stolberg-Gedern                      | Vorstendom Stolberg-Gedern                                                                                    | Duits: Stolberg-Gedern |
| Störnstein                           | Graafschap Störnstein                                                                                         | Duits: Störnstein |
| Straatsburg                          | Prinsbisdom Straatsburg                                                                                       | Duits: Straßburg |
| Sulzbach                             | Rijksdorp Sulzbach                                                                                            | Duits: Sulzbach |
| Tarasp                               | Heerlijkheid Tarasp                                                                                           | Duits: Tarasp |
| Tengen                               | Graafschap Tengen                                                                                             | Duits: Tengen |
| Thurn und Taxis                      | Vorstendom Thurn und Taxis                                                                                    | Duits: Thurn und Taxis |
| Überlingen                           | Rijksstad Überlingen                                                                                          | Duits: Überlingen |
| Ursberg                              | Abdij Ursberg                                                                                                 | Duits: Ursberg |
| Waldburg-Wolfegg                     | Graafschap Waldburg-Wolfegg                                                                                   | Duits: Waldburg-Wolfegg |
| Waldburg-Zeil-Trauchburg             | Graafschap Waldburg-Zeil-Trauchburg                                                                           | Duits: Waldburg-Zeil-Trauchburg                                                                                                  |
| Waldburg-Zeil-Wurzach                | Graafschap Waldburg-Zeil-Wurzach                                                                              | Duits: Waldburg-Zeil-Wurzach |
| Wallmoden-Gimborn                    | Graafschap Wallmoden-Gimborn                                                                                  | Duits: Wallmoden-Gimborn |
| Waldeck-Pyrmont                      | Vorstendom Waldeck en Pyrmont                                                                                 | Duits: Waldeck-Pyrmont |
| Wangen                               | Rijksstad Wangen                                                                                              | Duits: Wangen |
| Weil der Stadt                       | Rijksstad Weil der Stadt                                                                                      | Duits: Weil der Stadt |
| Weingarten                           | Abdij Weingarten                                                                                              | Duits: Weingarten |
| Weißenau                             | Abdij Weißenau                                                                                                | Duits: Weißenau |
| Weißenburg                           | Rijksstad Weißenburg                                                                                          | Duits: Weißenburg |
| Werden                               | Abdij Werden                                                                                                  | Duits: Werden |
| Wettenhausen                         | Proosdij Wettenhausen                                                                                         | Duits: Wettenhausen |
| Wetzlar                              | Rijksstad Wetzlar                                                                                             | Duits: Wetzlar |
| Wied-Neuwied                         | Vorstendom Wied-Neuwied                                                                                       | Duits: Wied-Neuwied |
| Wied-Runkel                          | Vorstendom Wied-Runkel                                                                                        | Duits: Wied-Runkel |
| Wimpfen                              | Rijksstad Wimpfen                                                                                             | Duits: Wimpfen |
| Windsheim                            | Rijksstad Windsheim                                                                                           | Duits: Windsheim |
| Winneburg en Beilstein (tot 9 maart) | Graafschap Winneburg en Beilstein                                                                             | Duits: Winneburg und Beilstein                                                                                                   |
| Worms                                | Prinsbisdom Worms                                                                                             | Duits: Worms |
| Württemberg                          | Hertogdom Württemberg                                                                                         | Duits: Württemberg |
| Würzburg                             | Prinsbisdom Würzburg                                                                                          | Duits: Würzburg |
| Zell am Harmersbach                  | Rijksstad Zell am Harmersbach                                                                                 | Duits: Zell am Harmersbach |
| Zwiefalten                           | Abdij Zwiefalten                                                                                              | Duits: Zwiefalten |

### Landen binnen de grenzen van het Ottomaanse Rijk
In onderstaande lijst zijn staten opgenomen die lagen in het gebied dat officieel behoorde tot het Ottomaanse Rijk, maar waar het Ottomaanse Rijk geen zeggenschap had. Bahrein was een vazal van Diriyah en is niet apart in onderstaande lijst opgenomen.
| Korte landsnaam (Nederlands) | Officiële landsnaam (Nederlands)                                            | Korte landsnaam (oorspronkelijke taal/talen)                                 |
| ---------------------------- | --------------------------------------------------------------------------- | ---------------------------------------------------------------------------- |
| Abu Arish                    | Sjeikdom Abu Arish                                                          | Arabisch: Abu Arish / أبو عريش                                               |
| Aqrabi                       | Sjeikdom Aqrabi                                                             | Arabisch: 'Aqrabi / عقربي                                                    |
| Audhali                      | Sultanaat Audhali                                                           | Arabisch: al-ʿAwdhalī / العوذلي                                              |
| Bayda                        | Sultanaat Bayda (ook wel: Beda / Baidah)                                    | Arabisch: Al-Bayḍā / ٱلْبَيْضَاء                                                 |
| Beihan                       | Emiraat Beihan (ook wel: Bayhan)                                            | Arabisch: Bayḥān / بيحان                                                     |
| Dhala                        | Emiraat Dhala (ook wel: Dali / Dhali / Amiri)                               | Arabisch: aḍ-Ḍāliʿ / الضالع                                                  |
| Diriyah                      | Emiraat Diriyah (ook wel: Eerste Saoedische Staat)                          | Arabisch: ad-Dir‘iyya / الدرعية                                              |
| Fadhli                       | Sultanaat Fadhli                                                            | Arabisch: Faḍlī / فضلي                                                       |
| Haushabi                     | Sultanaat Haushabi                                                          | Arabisch: Al-Hawshabī / الحوشبي                                              |
| Kharj                        | Emiraat Khardj                                                              | Arabisch: al-Kharj / الخرج                                                   |
| Kathiri                      | Sultanaat Kathiri                                                           | Arabisch: al-Kathīrī / الكثيري                                               |
| Koeweit                      | Sjeikdom Koeweit                                                            | Arabisch: al-Kuwayt / الكويت                                                 |
| Lahej                        | Sultanaat Lahej (ook wel: Sultanaat Abdali / Lahij)                         | Arabisch: Laḥij / لحج                                                        |
| Mahra                        | Mahrasultanaat Qishn en Socotra (ook wel: Mahrasultanaat Ghayda en Socotra) | Arabisch: Salṭanat Mahrah fī Qishn wa Suquṭrah / سلطنة المهرة في قشن و سقطرة |
| Manfuha                      | Sjeikdom Manfuha                                                            | Arabisch: Manfuha / منفوحة                                                   |
| Mukalla                      | Staat Mukalla                                                               | Arabisch: al-Mukallā / ٱلْمُكَلَّا                                                |
| Mutayr                       | Sjeikdom Mutayr                                                             | Arabisch: Mutayr / مطير                                                      |
| Neder-Aulaqi                 | Sultanaat Neder-Aulaqi                                                      | Arabisch: ʿAwlaqī al-Suflī / العوالق السفلى                                  |
| Neder-Yafa                   | Sultanaat Neder-Yafa                                                        | Arabisch: Yāfiʿ al-Suflā / يافع السفلى                                       |
| Opper-Aulaqi (sjeikdom)      | Sjeikdom Opper-Aulaqi                                                       | Arabisch: Mashyakhat al-ʿAwālaq al-ʿUlyā / مشيخة العوالق العليا              |
| Opper-Aulaqi (sultanaat)     | Sultanaat Opper-Aulaqi                                                      | Arabisch: Salṭanat al-ʿAwālaq al-ʿUlyā / سلطنة العوالق العليا                |
| Opper-Yafa                   | Staat Opper-Yafa (ook wel: Sultanaat Opper-Yafa)                            | Arabisch: Yāfiʿ al-ʿUlyā / يافع العليا                                       |
| Qasimiden                    | Imamaat van de Qasimiden (Imamaat Jemen / Imamaat van de Zaidieten)         | Arabisch:                                                                    |
| Shaib                        | Sjeikdom Shaib                                                              | Arabisch: Shuʿayb / شعيب                                                     |
| Shihr                        | Shihr                                                                       | Arabisch: Ash Shihr / الشحر                                                  |
| Subeihi                      | Sultanaat Subeihi                                                           | Arabisch: aṣ-Ṣubayḥī / الصبيحي                                               |
| Unayzah                      | Emiraat Unayzah (ook wel: Anayzah)                                          | Arabisch: Unaizah / عنيزة                                                    |
| Wahidi                       | Sultanaat Wahidi                                                            | Arabisch: Wāḥidī / واحدي                                                     |

### Landen binnen de grenzen van het Perzische Rijk
In onderstaande lijst zijn staten opgenomen die lagen in het gebied dat officieel behoorde tot Perzië, maar waarover Perzië weinig tot geen controle had.
| Korte landsnaam (Nederlands) | Officiële landsnaam (Nederlands)                               | Korte landsnaam (oorspronkelijke taal/talen)                              |
| ---------------------------- | -------------------------------------------------------------- | ------------------------------------------------------------------------- |
| Akhty-Para                   | Confederatie Akhty-Para                                        | Lezgisch:                                                                 |
| Aqusha-Dargo                 | Confederatie Aqusha-Dargo                                      | Lezgisch:                                                                 |
| Ardebil                      | Kanaat Ardebil (ook wel: Ardabil / Badiroghlu)                 | Azerbeidzjaans: Ərdəbil Perzisch: Ardabīl / اردبیل                        |
| Bakoe                        | Kanaat Bakoe                                                   | Azerbeidzjaans: Bakı Perzisch: Bād-kube / باد-کوبه                        |
| Derbent (tot 1801)           | Kanaat Derbent (ook wel: Derbend)                              | Azerbeidzjaans: Dərbənd Lezgisch: Кьвевар Perzisch: Darband / دربند       |
| Djaro-Belokani               | Confederatie Djaro-Belokani                                    | Avaars: Tsachoerisch:                                                     |
| Elisu                        | Sultanaat Elisu (ook wel: Elisou / Ilisu)                      | Azerbeidzjaans: Georgisch: Tsachoerisch:                                  |
| Ganja                        | Kanaat Ganja                                                   | Azerbeidzjaans: Gəncə Perzisch: Ganjeh / گنجه                             |
| Gazikumukh                   | Kanaat Gazikumukh (ook wel: Lak / Kazi-Kumukh / Qazi-Qumuq)    | Lak: Gazigumukssa Khanlug Perzisch:                                       |
| Jerevan                      | Kanaat Jerevan                                                 | Armeens: Yerevan / Երևան Azerbeidzjaans: İrəvan Perzisch: Īravān / ایروان |
| Kaitag                       | Kaitag                                                         | Dargiens: Koemuks: Perzisch:                                              |
| Karabach                     | Kanaat Karabach                                                | Azerbeidzjaans: Qarabağ Perzisch: Xānāt e Qarebāq / خانات قره‌باغ          |
| Khalkhal                     | Kanaat Khalkhal (ook wel: Herowabad / Herow)                   | Azerbeidzjaans: Hirow / هیرو Perzisch: Khālkhāl / خالخال                  |
| Khoy                         | Kanaat Khoy (ook wel: Donboli)                                 | Azerbeidzjaans: Xoy Perzisch: Khoy / خوی                                  |
| Maku                         | Kanaat Maku (ook wel: Kangarli)                                | Azerbeidzjaans: Maku Perzisch: Mākū / ماكو                                |
| Maragha                      | Kanaat Maragha (ook wel: Maraqeh / Maragheh)                   | Azerbeidzjaans: ماراغا Perzisch: Marāgheh / مراغه                         |
| Marand                       | Kanaat Marand (ook wel: Morand)                                | Azerbeidzjaans: Mərənd Perzisch: Marand / مرند                            |
| Nachitsjevan                 | Kanaat Nachitsjevan                                            | Azerbeidzjaans: Naxçivan Perzisch: خانات نخجوان                           |
| Quba                         | Kanaat Quba (ook wel: Kuba)                                    | Azerbeidzjaans: Quba Lezgisch: Куба́                                       |
| Qutqashen                    | Sultanaat Qutqashen (ook wel: Qabala)                          | Azerbeidzjaans: Qutqaşen sultanlığı / Qəbələ mahalı Perzisch:             |
| Shaki                        | Kanaat Shaki (ook wel: Sheki / Sjeki / Şəki / Shekin / Shakki) | Azerbeidzjaans: Şəki Perzisch: خانات شکّی                                  |
| Shamakha                     | Kanaat Shamakha                                                | Azerbeidzjaans: Perzisch:                                                 |
| Tabassaran                   | Vorstendom Tabassaran (ook wel: Tabasaran)                     | Perzisch: Tabassaraans:                                                   |
| Tabriz                       | Kanaat Tabriz                                                  | Azerbeidzjaans: Təbriz Perzisch: تبریز                                    |
| Talysh                       | Kanaat Talysh (ook wel: Lankaran)                              | Azerbeidzjaans: Talış Talysh: Perzisch:                                   |
| Zanjan                       | Kanaat Zanjan                                                  | Azerbeidzjaans: زنگان Perzisch: Zanjan / زنجان                            |

### Autonome gebieden binnen de Marathaconfederatie
De soevereine vorst van de Marathaconfederatie was de chhatrapati. Er waren twee chhatrapati's, beide van de Bhonsle-dynastie, gezeteld in Satara en Kolhapur. De feitelijke macht was echter in handen van de peshwa (premier) van de Bhat-familie. Daarnaast hadden grote delen van het rijk een semi-autonome status. De belangrijkste dynastieën die deze gebieden bestuurden waren de Gaekwad van Baroda, de Holkar van Indore, de Scindia van Gwalior en de Puar van Dewas, maar er waren vele andere semi-autonome gebieden.
| Korte landsnaam (Nederlands) | Status                                                                   | Korte landsnaam (oorspronkelijke taal/talen) |
| ---------------------------- | ------------------------------------------------------------------------ | -------------------------------------------- |
| Ajaigarh                     | Ajaigarh (ook wel: Ajaygarh / Adjygurh)                                  | Marathi:                                     |
| Akalkot                      | Akalkot (ook wel: Akkalkot), onder bestuur van de Bhonsle-dynastie       | Marathi: अक्कलकोट                              |
| Alipura                      | Alipura                                                                  | Marathi:                                     |
| Aundh                        | Aundh                                                                    | Marathi: औंध                                  |
| Baroda                       | Baroda, onder bestuur van de Gaekwad-dynastie                            | Marathi: वडोदरा                                |
| Bhopal                       | Bhopal, onder bestuurt van de Mirazikhel-dynastie                        | Perzisch: بوپال                              |
| Bhor                         | Bhor                                                                     | Marathi: भोर                                  |
| Daphlapur                    | Daphlapur (ook wel: Daflepur), onder bestuur van de Dafle-dynastie       | Marathi:                                     |
| Dewas Junior                 | Dewas Junior, onder bestuur van de Puar-dynastie                         | Marathi:                                     |
| Dewas Senior                 | Dewas Senior, onder bestuur van de Puar-dynastie                         | Marathi:                                     |
| Dhar                         | Dhar, onder bestuur van de Puar-dynastie                                 | Marathi: धार                                  |
| Gwalior                      | Gwalior (ook wel: Ujjain), onder bestuur van de Scindia-dynastie         | Marathi: ग्वाल्हेर                               |
| Indore                       | Indore, onder bestuur van de Holkar-dynastie                             | Marathi: इंदूर                                 |
| Jaitpur                      | Jaitpur                                                                  | Marathi:                                     |
| Jaso                         | Jaso (ook wel: Jassu)                                                    | Marathi:                                     |
| Jath                         | Jath (ook wel: Joth), onder bestuur van de Dafle-dynastie                | Marathi: जत                                  |
| Kolhapur                     | Kolhapur, onder bestuur van de Bhonsle-dynastie                          | Marathi: कोल्हापूर                               |
| Kurundvad                    | Kurundvad (ook wel: Kurandvad), onder bestuur van de Patwardhan-dynastie | Marathi:                                     |
| Miraj                        | Miraj, onder bestuur van de Patwardhan-dynastie                          | Marathi: मिरज                                 |
| Nagpur                       | Nagpur, onder bestuur van de Bhonsle-dynastie                            | Marathi: नागपूर                                |
| Panna                        | Panna                                                                    | Marathi: पन्ना                                 |
| Phaltan                      | Phaltan, onder bestuur van de Nimbalkar-dynastie                         | Marathi: फलटण                                |
| Sangli                       | Sangli, onder bestuur van de Patwardhan-dynastie                         | Marathi: सांगली                                 |

### Staten binnen het Mogolrijk
Onderstaande staten behoorden officieel tot het Mogolrijk, maar waren daarvan in feite onafhankelijk. Veel van deze staten, zoals de staten in Rajasthan (waaronder Banswara, Bharatpur, Bikaner, Jaipur, Jaisalmer, Jodhpur, Kishangarh, Pratapgarh en Udaipur) betaalden tribuut aan de Marathaconfederatie, maar ze waren er verder onafhankelijk van.
| Korte landsnaam (Nederlands) | Status                                                 | Korte landsnaam (oorspronkelijke taal/talen)   |
| ---------------------------- | ------------------------------------------------------ | ---------------------------------------------- |
| Alwar                        | Alwar (ook wel: Ulwar)                                 | Rajasthani: अलवर                               |
| Avadh                        | Koninkrijk Avadh (ook wel: Awadh / Oudh)               | Avadhi en Hindoestani: Avadha / अवध Urdu: اودھ |
| Banswara                     | Banswara                                               | Wagdi:                                         |
| Barwani                      | Barwani                                                | Hindoestani: Baḍwāni / बड़वानी                    |
| Bharatpur                    | Koninkrijk Bharatpur (ook wel: Jat Staat)              | Hindoestani: Bharatpur / भरतपुर                 |
| Bikaner                      | Bikaner                                                | Rajasthani: बिकाणो                                |
| Bundi                        | Bundi                                                  | Hindoestani: Būndī / बूंदी                        |
| Dungarpur                    | Dungarpur                                              | Wagdi:                                         |
| Jaipur                       | Jaipur                                                 | Hindi: Jayapur /जयपुर                           |
| Jaisalmer                    | Jaisalmer                                              | Rajasthani: जैसलमेर                              |
| Jodhpur                      | Jodhpur (ook wel: Marwar)                              | Rajasthani: जोधपुर Urdu: جودهپُور                 |
| Karauli                      | Karauli                                                | Hindi: करौली                                     |
| Kishangarh                   | Kishangarh                                             | Rajasthani:                                    |
| Kota                         | Kota (ook wel: Kotah)                                  | Rajasthani: कोटा                                 |
| Pratapgarh                   | Pratapgarh (ook wel: Pratabgarh)                       | Rajasthani:                                    |
| Sirohi                       | Sirohi                                                 | Rajasthani:                                    |
| Udaipur                      | Koninkrijk Udaipur (ook wel: Sisodia-dynastie / Mewar) | Mewari:                                        |

### Balinese koninkrijken
Het Koninkrijk Bali bestond uit diverse zelfstandige koninkrijken, waarbij de koning van Klungkung fungeerde als een primus inter pares. Ubud was een vazal van Gianyar en is niet apart weergegeven.
| Korte landsnaam (Nederlands) | Status                | Korte landsnaam (oorspronkelijke taal/talen) |
| ---------------------------- | --------------------- | -------------------------------------------- |
| Badung                       | Koninkrijk Badung     | Balinees: Badung                             |
| Buleleng                     | Koninkrijk Buleleng   | Balinees: Buleleng                           |
| Gianyar                      | Koninkrijk Gianyar    | Balinees: Gianyar                            |
| Jembrana                     | Koninkrijk Jembrana   | Balinees: Jembrana                           |
| Karangasem                   | Koninkrijk Karangasem | Balinees: Karangasem                         |
| Kesiman                      | Koninkrijk Kesiman    | Balinees: Kesiman                            |
| Klungkung                    | Koninkrijk Klungkung  | Balinees: Klungkung                          |
| Mengwi                       | Koninkrijk Mengwi     | Balinees: Mengwi                             |
| Pamecutan                    | Koninkrijk Pamecutan  | Balinees: Pamecutan                          |
| Tabanan                      | Koninkrijk Tabanan    | Balinees: Tabanan                            |

### Niet algemeen erkende landen
| Korte landsnaam (Nederlands) | Lange landsnaam (Nederlands)           | Korte landsnaam (oorspronkelijke taal/talen)                     |
| ---------------------------- | -------------------------------------- | ---------------------------------------------------------------- |
| Couto Misto                  | Couto Misto                            | Galicisch: Couto Mixto Portugees: Couto Misto Spaans: Coto Mixto |
| Franceville                  | Onafhankelijke Gemeenschap Franceville | Bislama en Frans: Franceville                                    |
| Mombassa                     | Sultanaat Mombassa                     | Arabisch: مومباسا                                                |
| Muskogee                     | Staat Muskogee                         | Engels: Muskogee                                                 |

## Niet-onafhankelijke gebieden
Hieronder staat een lijst van afhankelijke gebieden.

### Niet-onafhankelijke gebieden van Ashanti
| Korte landsnaam (Nederlands) | Status     | Korte landsnaam (oorspronkelijke taal/talen) |
| ---------------------------- | ---------- | -------------------------------------------- |
| Denkyira                     | Vazalstaat | Akan: Denkyira                               |

### Niet-onafhankelijke gebieden van Benin
De Ekiti-koninkrijken waren onder andere Ado-Ekiti, Akure, Aramoko-Ekiti, Awo-Ekiti en Ise-Ekiti. Deze stadstaten zijn niet apart weergegeven.
| Korte landsnaam (Nederlands) | Status      | Korte landsnaam (oorspronkelijke taal/talen) |
| ---------------------------- | ----------- | -------------------------------------------- |
| Ekiti-koninkrijken           | Vazalstaten | Yoruba:                                      |

### Britse niet-onafhankelijke gebieden
| Korte landsnaam (Nederlands)                   | Status | Korte landsnaam (oorspronkelijke taal/talen)         |
| ---------------------------------------------- | --- | ---------------------------------------------------- |
| Alderney                                       | Brits Kroonbezit | Engels: Alderney Frans: Aurigny                      |
| Bahama's                                       | Kroonkolonie | Engels: Bahama Islands                               |
| Barbados                                       | Kolonie | Engels: Barbados                                     |
| Bermuda                                        | Kroonkolonie | Engels: Bermuda                                      |
| Britse Bovenwindse Eilanden                    | Kolonie | Engels: Leeward Islands                              |
| Britse Goudkust                                | Overzees bezit, eigendom van de Company of Merchants Trading to Africa                                                | Engels: Gold Coast                                   |
| Cape Bretoneiland                              | Kolonie | Engels: Cape Breton Island                           |
| Ceylon                                         | Kolonie | Engels: Ceylon                                       |
| Dominica                                       | Kolonie | Engels: Dominica                                     |
| Fort James                                     | Overzees bezit, eigendom van de Company of Merchants Trading to Africa                                                | Engels: Fort James                                   |
| Fort William                                   | Overzees bezit | Engels: Fort William at Whydah                       |
| Gibraltar                                      | Overzees bezit | Engels: Gibraltar                                    |
| Guernsey                                       | Brits Kroonbezit | Engels: Guernsey Frans: Guernesey                    |
| (tot 28 augustus) Hannover (vanaf 28 augustus) | Keurvorstendom Brunswijk-Lüneburg: deel van het Heilige Roomse Rijk, in personele unie met Groot-Brittannië verbonden | Duits: Hannover Engels: Hanover                      |
| Jamaica                                        | Kroonkolonie | Engels: Jamaica                                      |
| Jersey                                         | Brits Kroonbezit | Engels en Frans: Jersey                              |
| Kaapkolonie                                    | Kroonkolonie | Engels: Cape Colony Nederlands: Kaap de Goede Hoop   |
| Lord Howe-eiland                               | Overzees bezit | Engels: Lord Howe Island                             |
| Man                                            | Bezit | Engels: Isle of Man Manx-Gaelisch: Ellan Vannin      |
| Mary Ballcouts Eiland                          | Overzees bezit | Engels: Mary Ballcout's Island                       |
| Minorca                                        | Kolonie | Engels: Minorca Spaans: Menorca                      |
| Miskitokoninkrijk                              | Protectoraat: Miskitokoninkrijk                                                                                       | Engels: Mosquito Kingdom Miskito:                    |
| Neder-Canada                                   | Kolonie | Engels: Lower Canada                                 |
| Newfoundland                                   | Kolonie | Engels: Newfoundland                                 |
| Nieuw-Brunswijk                                | Kolonie | Engels: New Brunswick                                |
| New South Wales                                | Kroonkolonie | Engels: New South Wales                              |
| Noordwestelijk Territorium                     | Eigendom van de Hudson's Bay Company                                                                                  | Engels: North-Western Territory                      |
| Nova Scotia                                    | Kolonie | Engels: Nova Scotia                                  |
| Oost-Indië                                     | Gebied van de Britse Oost-Indische Compagnie                                                                          | Engels: East India                                   |
| Opper-Canada                                   | Kolonie | Engels: Upper Canada                                 |
| Prins Edwardeiland                             | Kolonie | Engels: Prince Edward Island                         |
| Prins Edwardeilanden                           | Overzees bezit | Engels: Prince Edward Islands                        |
| Rupertland                                     | Eigendom van de Hudson's Bay Company.                                                                                 | Engels: Rupert's Land                                |
| Saint Vincent                                  | Kolonie | Engels: Saint Vincent                                |
| Shenge                                         | Protectoraat | Engels: Shenge                                       |
| Sierra Leone                                   | Eigendom van de Sierra Leone Company                                                                                  | Engels: Sierra Leone                                 |
| Sint-Helena                                    | Gebied van de Britse Oost-Indische Compagnie                                                                          | Engels: Saint Helena                                 |
| Stikineterritorium                             | Overzees bezit | Engels: Stickeen Territories / Stikine Territory     |
| Zuid-Caribische Eilanden                       | Kolonie | Engels: Southern Caribbean Islands                   |
| Zuid-Georgië en de Zuidelijke Sandwicheilanden | Overzees bezit | Engels: South Georgia and the South Sandwich Islands |

### Niet-onafhankelijke gebieden van Buchara
| Korte landsnaam (Nederlands) | Status                                        | Korte landsnaam (oorspronkelijke taal/talen) |
| ---------------------------- | --------------------------------------------- | -------------------------------------------- |
| Andkhoy                      | Vazalstaat: Kanaat Andkhoy (ook wel: Andkhui) |                                              |

### Chinese niet-onafhankelijke gebieden
| Korte landsnaam (Nederlands) | Status                              | Korte landsnaam (oorspronkelijke taal/talen) |
| ---------------------------- | ----------------------------------- | -------------------------------------------- |
| Hunza                        | Vazalstaat: Hunza (ook wel: Kanjut) | Urdu: Hunza / ہنزہ                           |
| Ladakh                       | Vazalstaat van Tibet                | Ladakhi:                                     |
| Lanfang                      | Vazalstaat: Republiek Lanfang       | Mandarijn: Lánfāng Gònghéguó / 蘭芳共和國    |
| Tibet                        | Vazalstaat                          | Tibetaans: Bod / བོད་                         |

### Deense niet-onafhankelijke gebieden
| Korte landsnaam (Nederlands)    | Status                                                                                                  | Korte landsnaam (oorspronkelijke taal/talen) |
| ------------------------------- | --- | -------------------------------------------- |
| Deense Goudkust                 | Kolonie                                                                                                 | Deens: Den danske Guldkyst                   |
| Deens-Oost-Indië (tot 12 mei)   | Kolonie                                                                                                 | Deens: Dansk Ostindien                       |
| Deens-West-Indië (tot 31 maart) | Kolonie                                                                                                 | Deens: Dansk Vestindien                      |
| Groenland                       | Kolonie                                                                                                 | Deens: Grønland                              |
| Holstein                        | Hertogdom Holstein, in personele unie met Denemarken verbonden en onderdeel van het Heilige Roomse Rijk | Deens: Holsten Duits: Holstein               |
| IJsland                         | Kolonie                                                                                                 | Deens: Ísland                                |
| Sleeswijk                       | Vazalstaat: Hertogdom Sleeswijk, in personele unie met Denemarken verbonden                             | Deens: Slesvig Duits: Schleswig              |

### Franse niet-onafhankelijke gebieden
| Korte landsnaam (Nederlands)                | Status                                                       | Korte landsnaam (oorspronkelijke taal/talen)                                            |
| ------------------------------------------- | ------------------------------------------------------------ | --------------------------------------------------------------------------------------- |
| Bataafs Gemenebest (vanaf 17 oktober)       | Vazalstaat: Bataafs Gemenebest                               | Frans: Nederlands: Bataafsch Gemeenebest                                                |
| Bataafse Republiek (tot 17 oktober)         | Vazalstaat: Bataafse Republiek                               | Frans: République batave Nederlands: Bataafsche Republiek                               |
| Cisalpijnse Republiek                       | Vazalstaat                                                   | Frans: République cisalpine Italiaans: Repubblica Cisalpina                             |
| Cisrheniaanse Republiek                     | Vazalstaat                                                   | Duits: Cisrhenanische Republik Frans: République cisrhénane                             |
| Crozeteilanden                              | Overzees bezit                                               | Frans: Îles Crozet                                                                      |
| Etrurië (vanaf 3 augustus)                  | Vazalstaat: Koninkrijk Etrurië                               | Frans: Étrurie Italiaans: Etruria                                                       |
| Franse Goudkust                             | Overzees bezit                                               | Frans: Établissements français de la Côte-d'Or                                          |
| Frans-Guyana                                | Overzees departement (tot 1801) Kolonie (vanaf 1801)         | Frans: Guyane Français                                                                  |
| Guadeloupe                                  | Overzees departement (tot 19 april) Kolonie (vanaf 19 april) | Frans: Guadeloupe                                                                       |
| Helvetische Republiek                       | Vazalstaat: Helvetische Republiek                            | Duits: Helvetische Republik Frans: République Helvétique Italiaans: Repubblica Elvetica |
| Île de France                               | Kolonie                                                      | Frans: Île de France                                                                    |
| Kerguelen                                   | Overzees bezit                                               | Frans: Îles Kerguelen                                                                   |
| Ligurische Republiek                        | Ligurische Republiek                                         | Frans: République ligurienne Italiaans: Repubblica Ligure                               |
| (tot 26 december) Lucca (vanaf 26 december) | Vazalstaat: Republiek Lucca                                  | Frans en Italiaans: Lucca                                                               |
| Nieuw-Frankrijk (vanaf 21 maart)            | Kolonie                                                      | Frans: Nouvelle-France                                                                  |
| Réunion                                     | Kolonie                                                      | Frans: Île de la Réunion                                                                |
| Saint-Domingue                              | Kolonie                                                      | Frans: Saint-Domingue                                                                   |
| Saint-Paul en Amsterdam                     | Overzees bezit                                               | Frans: Saint-Paul-et-Amsterdam                                                          |
| San Marino                                  | Protectoraat: Republiek San Marino                           | Italiaans: San Marino                                                                   |
| Senegal                                     | Kolonie                                                      | Frans: Senegal                                                                          |
| Subalpijnse Republiek (tot 19 april)        | Subalpijnse Republiek                                        | Frans: République subalpine Italiaans: Repubblica Subalpina                             |
| Toscane (tot 3 augustus)                    | Groothertogdom Toscane                                       | Frans: Toscane Italiaans: Toscana                                                       |

### Bataafse niet-onafhankelijke gebieden
De Bataafse Republiek was een vazalstaat van Frankrijk. 

De staten (vorstenlanden) van Nederlands-Indië die onder Nederlandse protectie stonden en soms een grote mate van autonomie hadden, zijn niet apart weergegeven. Voorbeelden hiervan zijn: Bacan, Banjarmasin, Bantam, Bima, Cirebon, Gowa, Mataram, Siau, Tabukan en Tidore.
| Korte landsnaam (Nederlands) | Status                     | Korte landsnaam (oorspronkelijke taal/talen)               |
| ---------------------------- | -------------------------- | ---------------------------------------------------------- |
| Nederlands-Indië             | Kolonie                    | Nederlands: Nederlands-Indië                               |
| Nederlandse Goudkust         | Kolonie: Nederlands-Guinea | Nederlands: Nederlandsche Bezittingen ter Kuste van Guinea |

### Landen binnen het Habsburgse Rijk
| Korte landsnaam (Nederlands) | Status                                                                                              | Korte landsnaam (oorspronkelijke taal/talen)                                                                    |
| ---------------------------- | --------------------------------------------------------------------------------------------------- | --- |
| Bohemen                      | Koninkrijk Bohemen: land van de Boheemse kroon en deel van het Heilige Roomse Rijk                  | Duits: Böhmen Latijn: Regnum Bohemiae Tsjechisch: Ceské království                                              |
| Galicië en Lodomerië         | Koninkrijk Galicië en Lodomerië met het Groothertogdom Krakau en de Hertogdommen Auschwitz en Zator | Duits: Galizien und Lodomerien Oekraïens: Королівство Галичини і Лодомерії Pools: Królestwo Galicji i Lodomerii |
| Görz en Gradisca             | Graafschap Görz en Gradisca: erfland en deel van het Heilige Roomse Rijk                            | Duits: Görz und Gradisca                                                                                        |
| Hongarije                    | Koninkrijk Hongarije: land van de Heilige Hongaarse Stefanskroon                                    | Duits: Ungarn Hongaars: Magyar Latijn: Regnum Hungariae                                                         |
| Karinthië                    | Hertogdom Karinthië: erfland en deel van het Heilige Roomse Rijk                                    | Duits: Kärnten Sloveens: Koroška                                                                                |
| Krain                        | Hertogdom Krain: erfland en deel van het Heilige Roomse Rijk                                        | Duits: Krain Sloveens: Kranjska                                                                                 |
| Kroatië                      | Koninkrijk Kroatië: land van de Heilige Hongaarse Stefanskroon                                      | Duits: Kroatien Kroatisch: Hrvatska Latijn: Croatia                                                             |
| Moravië                      | Markgraafschap Moravië: land van de Boheemse kroon en deel van het Heilige Roomse Rijk              | Duits: Mähren Latijn: Moravia Tsjechisch: Morava                                                                |
| Neder-Oostenrijk             | Aartshertogdom Oostenrijk beneden de Enns: erfland en deel van het Heilige Roomse Rijk              | Duits: Österreich unter der Enns                                                                                |
| Oostenrijks-Silezië          | Hertogdom Opper- en Neder-Silezië: land van de Boheemse kroon en deel van het Heilige Roomse Rijk   | Duits: Österreichisch Schlesien Pools: Slask Austriacki Tsjechisch: Rakouské Slezsko                            |
| Opper-Oostenrijk             | Aartshertogdom Oostenrijk boven de Enns: erfland en deel van het Heilige Roomse Rijk                | Duits: Österreich ob der Enns                                                                                   |
| Poljica                      | Bezet gebied: Republiek Poljica                                                                     | Duits en Kroatisch: Poljica                                                                                     |
| Slavonië                     | Koninkrijk Slavonië: land van de Heilige Hongaarse Stefanskroon                                     | Duits: Slawonien Hongaars: Szlavón Királyság Kroatisch: Slavonija Latijn: Sclavonia                             |
| Stiermarken                  | Hertogdom Stiermarken: erfland en deel van het Heilige Roomse Rijk                                  | Duits: Steiermark Sloveens: Stajerska                                                                           |
| Tirol                        | Graafschap Tirol: erfland en deel van het Heilige Roomse Rijk                                       | Duits: Tirol |
| Transsylvanië                | Grootvorstendom Transsylvanië (ook wel: Zevenburgen): land van de Heilige Hongaarse Stefanskroon    | Duits: Siebenbürgen Hongaars: Erdély Latijn: Transsilvania Roemeens: Transilvania                               |
| Triëst                       | Erfland en deel van het Heilige Roomse Rijk                                                         | Duits: Triest Italiaans: Trieste Sloveens: Trst                                                                 |
| Voor-Oostenrijk              | Verzameling Habsburgse bezittingen en deel van het Heilige Roomse Rijk                              | Duits: Vorderösterreich                                                                                         |
| Vorarlberg (vanaf 9 maart)   | Verzameling Habsburgse bezittingen en deel van het Heilige Roomse Rijk                              | Duits: Vorarlberg                                                                                               |
| West-Galicië                 | Habsburgse bezitting                                                                                | Duits: Westgalizien Pools: Galicja Zachodnia                                                                    |

### Niet-onafhankelijke gebieden van Janjira
| Korte landsnaam (Nederlands) | Status                                                                 | Korte landsnaam (oorspronkelijke taal/talen) |
| ---------------------------- | ---------------------------------------------------------------------- | -------------------------------------------- |
| Jafarabad                    | Jafarabad (ook wel: Jafrabad), in personele unie met Janjira verbonden | Gujarati: જાફરાબાદ                              |

### Japanse niet-onafhankelijke gebieden
| Korte landsnaam (Nederlands) | Status                        | Korte landsnaam (oorspronkelijke taal/talen)                    |
| ---------------------------- | ----------------------------- | --------------------------------------------------------------- |
| Riukiu                       | Vazalstaat: Koninkrijk Riukiu | Japans: Ryūkyū Ōkoku / 琉球王国 Riukiuaans: Rūchū-kuku / 琉球國 |

### Niet-onafhankelijke gebieden van Johor
| Korte landsnaam (Nederlands) | Status                       | Korte landsnaam (oorspronkelijke taal/talen) |
| ---------------------------- | ---------------------------- | -------------------------------------------- |
| Muar                         | Vazalstaat                   | Maleis: Muar                                 |
| Pahang                       | Vazalstaat: Sultanaat Pahang | Maleis: Pahang                               |

### Niet-onafhankelijke gebieden van Kutai
| Korte landsnaam (Nederlands) | Status                                   | Korte landsnaam (oorspronkelijke taal/talen) |
| ---------------------------- | ---------------------------------------- | -------------------------------------------- |
| Berau                        | Vazalstaat: Sultanaat Berau              | Maleis: Berau                                |
| Bulungan                     | Vazalstaat van Berau: Sultanaat Bulungan | Maleis: Bulungan / بولوڠن                    |

### Nepalese niet-onafhankelijke gebieden
| Korte landsnaam (Nederlands) | Status       | Korte landsnaam (oorspronkelijke taal/talen) |
| ---------------------------- | ------------ | -------------------------------------------- |
| Garhwal                      | Protectoraat | Garhwali: गढ़वाल रियासत                          |

### Ottomaanse niet-onafhankelijke gebieden
Tunis was een onderdeel van het Ottomaanse Rijk, maar had een grote mate van autonomie.
| Korte landsnaam (Nederlands) | Status                             | Korte landsnaam (oorspronkelijke taal/talen)  |
| ---------------------------- | ---------------------------------- | --------------------------------------------- |
| Abchazië                     | Vazalstaat: Vorstendom Abchazië    | Abchazisch: Apsny / Аҧсны́                     |
| Baban                        | Vazalstaat: Emiraat Baban          | Koerdisch:                                    |
| Badinan                      | Vazalstaat: Badinan                | Koerdisch:                                    |
| Bitlis                       | Vazalstaat: Vorstendom Bitlis      | Koerdisch:                                    |
| Botan                        | Vazalstaat: Emiraat Botan (Bokhti) | Koerdisch:                                    |
| Goeria                       | Vazalstaat: Vorstendom Goeria      | Georgisch: Guria / გურია                      |
| Hakkari                      | Vazalstaat: Emiraat Hakkari        | Koerdisch:                                    |
| Imeretië                     | Vazalstaat: Koninkrijk Imeretië    | Georgisch: Imeretis Samepho / იმერეთის სამეფო |
| Mingrelië                    | Vazalstaat: Vorstendom Mingrelië   | Mingreels:                                    |
| Moldavië                     | Vazalstaat: Vorstendom Moldavië    | Osmaans: Bogdan Roemeens: Moldova             |
| Şirvan                       | Vazalstaat: Emiraat Şirvan         | Koerdisch:                                    |
| Soran                        | Vazalstaat: Emiraat Soran          | Koerdisch:                                    |
| Svanetië                     | Vazalstaat: Vorstendom Svanetië    | Svanetisch:                                   |
| Taqali                       | Vazalstaat: Taqali                 | Taqali: Taqali                                |
| Tunis                        | Beylik Tunis                       | Arabisch: Osmaans:                            |
| Walachije                    | Vazalstaat: Vorstendom Walachije   | Osmaans: Eflak Roemeens: Valahia              |

### Ottomaans-Russische niet-onafhankelijke gebieden
| Korte landsnaam (Nederlands)    | Status                          | Korte landsnaam (oorspronkelijke taal/talen)                                      |
| ------------------------------- | ------------------------------- | --------------------------------------------------------------------------------- |
| Republiek van de Zeven Eilanden | Republiek van de Zeven Eilanden | Grieks: Eptánisos Politía / Επτάνησος Πολιτεία Italiaans: Repubblica Settinsulare |

### Niet-onafhankelijke gebieden van Ouaddaï
| Korte landsnaam (Nederlands) | Status                          | Korte landsnaam (oorspronkelijke taal/talen) |
| ---------------------------- | ------------------------------- | -------------------------------------------- |
| Dar Runga                    | Vazalstaat: Sultanaat Dar Runga |                                              |

### Perzische niet-onafhankelijke gebieden
| Korte landsnaam (Nederlands) | Status                                 | Korte naam (oorspronkelijke taal/talen)                    |
| ---------------------------- | -------------------------------------- | ---------------------------------------------------------- |
| Ardalan                      | Vazalstaat: Ardalan (ook wel: Erdalan) | Koerdisch: Perzisch: Ardalān / اردلان                      |
| Karadach                     | Vazalstaat: Kanaat Karadach            | Azerbeidzjaans: قاراداغ خانلیغی Perzisch: خانات قره‌داغ     |
| Urmia                        | Vazalstaat: Kanaat Urmia               | Azerbeidzjaans: Urmiya / اورمیه و Perzisch: Urmia / ارومیه |

### Portugese niet-onafhankelijke gebieden
| Korte landsnaam (Nederlands) | Status                | Korte landsnaam (oorspronkelijke taal/talen) |
| ---------------------------- | --------------------- | -------------------------------------------- |
| Azoren                       | Kapiteinsgeneraliteit | Portugees: Açores                            |
| Brazilië                     | Onderkoninkrijk       | Portugees: Brasil                            |
| Kaapverdië                   | Kolonie               | Portugees: Cabo Verde                        |
| Macau                        | Kolonie               | Portugees: Macau                             |
| Madeira                      | Kolonie               | Portugees: Madeira                           |
| Portugees-Indië              | Kolonie               | Portugees: Estado da Índia                   |
| Portugees-Oost-Afrika        | Kolonie               | Portugees: África Oriental Portuguesa        |
| Portugees-West-Afrika        | Kolonie               | Portugees: África Ocidental Portuguesa       |
| Sao Tomé en Principe         | Kolonie               | Portugees: São Tomé e Príncipe               |

### Pruisische niet-onafhankelijke gebieden
Het Koninkrijk Pruisen was formeel een personele unie tussen het Keurvorstendom Brandenburg, dat onderdeel was van het Heilige Roomse Rijk, en het eigenlijke Koninkrijk Pruisen, dat geen onderdeel was van het Heilige Roomse Rijk. In de praktijk was Brandenburg echter een onderdeel van het Koninkrijk Pruisen met als staatshoofd de Koning in Pruisen.
| Korte landsnaam (Nederlands) | Status                                                                                                  | Korte landsnaam (oorspronkelijke taal/talen) |
| ---------------------------- | --- | -------------------------------------------- |
| Brandenburg                  | Keurvorstendom Brandenburg (ook wel: Markgraafschap Brandenburg): onderdeel van het Heilige Roomse Rijk | Duits: Brandenburg                           |

### Russische niet-onafhankelijke gebieden
| Korte landsnaam (Nederlands)      | Status                                                    | Korte landsnaam (oorspronkelijke taal/talen)                                          |
| --------------------------------- | --------------------------------------------------------- | ------------------------------------------------------------------------------------- |
| Bukej-Horde (vanaf 1801)          | Vazalstaat: Bukej-Horde                                   | Kazachs: Bökey Ordası / Бөкей Ордасы Russisch: Bukeyevskaya Orda / Букеевская Орда    |
| Derbent (vanaf 1801)              | Vazalstaat: Kanaat Derbent (ook wel: Derbend)             | Azerbeidzjaans: Dərbənd Lezgisch: Кьвевар Perzisch: Darband / دربند Russisch: Дербе́нт |
| Grote Horde                       | Protectoraat                                              | Kazachs: Ulı jüz / Ұлы жүз                                                            |
| Jever                             | Heerlijkheid Jever, onderdeel van het Heilige Roomse Rijk | Duits: Jever                                                                          |
| Kartli-Kachetië (tot 28 februari) | Vazalstaat: Koninkrijk Kartli-Kachetië                    | Georgisch: ქართლ-კახეთის სამეფო                                                       |
| Kleine Horde                      | Protectoraat                                              | Kazachs: Kişi jüz / Кіші жүз                                                          |
| Middelste Horde                   | Protectoraat                                              | Kazachs: Orta jüz / Орта жүз                                                          |
| Russisch-Amerika                  | Territorium van de Russisch-Amerikaanse Compagnie         | Russisch: Russkaya Amerika / Русская Америка                                          |
| Tarki                             | Vazalstaat: Sjamchalaat Tarki                             | Koemuks: Targhu / Таргъу Russisch: Тарки́                                              |

### Rwandese niet-onafhankelijke gebieden
| Korte landsnaam (Nederlands) | Status                                                        | Korte landsnaam (oorspronkelijke taal/talen) |
| ---------------------------- | ------------------------------------------------------------- | -------------------------------------------- |
| Buhoma                       | Vazalstaat: Koninkrijk Buhoma                                 | Kinyarwanda: Buhoma                          |
| Bukonja                      | Vazalstaat: Koninkrijk Bukonja                                | Kinyarwanda: Bukonja                         |
| Bukunzi                      | Vazalstaat: Koninkrijk Bukunzi (ook wel: Koninkrijk Mbirizi)  | Kinyarwanda: Bukunzi                         |
| Bushiru                      | Vazalstaat: Koninkrijk Bushiru                                | Kinyarwanda: Bushiru                         |
| Busozo                       | Vazalstaat: Koninkrijk Busozo                                 | Kinyarwanda: Busozo                          |
| Cyingogo                     | Vazalstaat: Koninkrijk Cyingogo (ook wel: Koninkrijk Kingogo) | Kinyarwanda: Cyingogo                        |
| Kibari                       | Vazalstaat: Koninkrijk Kibari                                 | Kinyarwanda: Kibari                          |
| Ruhengeri                    | Vazalstaat: Koninkrijk Ruhengeri                              | Kinyarwanda: Ruhengeri                       |

### Niet-onafhankelijke gebieden van Siak
| Korte landsnaam (Nederlands) | Status     | Korte landsnaam (oorspronkelijke taal/talen) |
| ---------------------------- | ---------- | -------------------------------------------- |
| Langkat                      | Vazalstaat | Maleis: Langkat                              |
| Pelalawan                    | Vazalstaat | Maleis: Pelalawan                            |
| Serdang                      | Vazalstaat | Maleis: Serdang                              |

### Siamese niet-onafhankelijke gebieden
Het Koninkrijk Besut Darul Iman was een vazal van Terengganu en is niet apart weergegeven. Perlis was onderworpen aan Kedah en is ook niet apart weergegeven. De semi-autonome stadstaten van Lanna (Chiang Rai, Lampang, Lamphun, Mae Hong Son, Nan en Phrae) zijn ook niet apart vermeld.
| Korte landsnaam (Nederlands) | Status                                                                                 | Korte landsnaam (oorspronkelijke taal/talen)                 |
| ---------------------------- | -------------------------------------------------------------------------------------- | ------------------------------------------------------------ |
| Cambodja                     | Vazalstaat: Koninkrijk Cambodja                                                        | Khmer: Kampuchéa / កម្ពុជា Siamees: Kạmphūchā / กัมพูชา           |
| Champasak                    | Vazalstaat: Koninkrijk Champasak                                                       | Laotiaans: Champasak / ຈຳປາສັກ Siamees:                       |
| Kedah                        | Vazalstaat: Sultanaat Kedah Darul Aman                                                 | Maleis: Kedah / قدح Siamees: Syburi / ไทรบุรี                  |
| Lanna                        | Vazalstaat: Land van een Miljoen Rijstvelden (Koninkrijk Lanna / Koninkrijk Chiangmai) | Lanna en Siamees: อาณาจักรล้านนา                               |
| Patani                       | Siamese bezetting van Patani                                                           | Maleis: Patani Siamees: Pattani / ปัตตานี                      |
| Terengganu                   | Vazalstaat: Sultanaat Terengganu Darul Iman                                            | Maleis: Tranung Siamees: Trangkanu / ตรังกานู                  |
| Vientiane                    | Vazalstaat: Koninkrijk Vientiane                                                       | Laotiaans: Wieng Chan / ວຽງຈັນ Siamees: Viang chan / เวียงจันทน์ |
| Xhieng Khuang                | Vazalstaat: Koninkrijk Xhieng Khuang (ook wel: Muang Phuan)                            | Laotiaans: Siamees:                                          |

### Siciliaanse (Napolitaanse) niet-onafhankelijke gebieden
| Korte landsnaam (Nederlands) | Status                                                                                   | Korte landsnaam (oorspronkelijke taal/talen) |
| ---------------------------- | ---------------------------------------------------------------------------------------- | -------------------------------------------- |
| Piombino (tot 28 maart)      | Vorstendom Piombino, onder Siciliaanse suzereiniteit en deel van het Heilige Roomse Rijk | Italiaans: Piombino                          |

### Spaanse niet-onafhankelijke gebieden
| Korte landsnaam (Nederlands) | Status          | Korte landsnaam (oorspronkelijke taal/talen) |
| ---------------------------- | --------------- | -------------------------------------------- |
| Fernando Poo                 | Kolonie         | Spaans: Fernando Pó                          |
| Nieuw-Granada                | Onderkoninkrijk | Spaans: Nueva Granada                        |
| Nieuw-Spanje                 | Onderkoninkrijk | Spaans: Nueva España                         |
| Peru                         | Onderkoninkrijk | Spaans: Perú                                 |
| Río de la Plata              | Onderkoninkrijk | Spaans: Río de la Plata                      |

### Vietnamese niet-onafhankelijke gebieden
| Korte landsnaam (Nederlands) | Status                                                         | Korte landsnaam (oorspronkelijke taal/talen) |
| ---------------------------- | -------------------------------------------------------------- | -------------------------------------------- |
| Champa                       | Vazalstaat: Koninkrijk Champa                                  | Vietnamees: Cham Pa                          |
| Luang Prabang                | Vazalstaat: Land van een miljoen olifanten en de witte parasol | Laotiaans:                                   |

### Zweedse niet-onafhankelijke gebieden
| Korte landsnaam (Nederlands) | Status                                  | Korte landsnaam (oorspronkelijke taal/talen)      |
| ---------------------------- | --------------------------------------- | ------------------------------------------------- |
| Sankt Bartholomeus           | Kolonie                                 | Zweeds: Sankt Bartholomeus                        |
| Wismar                       | Zweeds bezit in het Heilige Roomse Rijk | Duits en Zweeds: Wismar                           |
| Zweeds-Pommeren              | Zweeds bezit in het Heilige Roomse Rijk | Duits: Schwedisch Pommern Zweeds: Svenska Pommern |